# 23. September
Der 23. September ist der 266. Tag des gregorianischen Kalenders (der 267. in Schaltjahren), somit bleiben 99 Tage bis zum Jahresende.
Der 23. September ist neben dem 22. und dem 24. September ein möglicher Tag für den Beginn des astronomischen Herbstes und des Herbstäquinoktiums (Tagundnachtgleiche).

## Ereignisse

### Politik und Weltgeschehen
- 1122: Mit dem Wormser Konkordat zwischen Kaiser Heinrich V. und Papst Calixt II. wird der Investiturstreit beigelegt.
- 1459: In der Schlacht von Blore Heath, einer der ersten Schlachten der Rosenkriege, besiegt das Haus York das Haus Lancaster.
- 1803: Truppen der britischen East India Company unter Sir Arthur Wellesley gelingt in der Schlacht von Assaye ein Sieg über zahlenmäßig weit überlegene Verbände des Marathenreiches.
- 1805: Nach dem Einmarsch Österreichs in Bayern erklärt Frankreich Österreich den Krieg.
- 1806: Die Lewis-und-Clark-Expedition erreicht wieder die ihnen vertraute Zivilisation in St. Louis.
- 1823: Die von liberalen Revolutionären gehaltene Stadt Cádiz fällt nach der französischen Invasion in Spanien zum Niederschlagen der Spanischen Revolution.

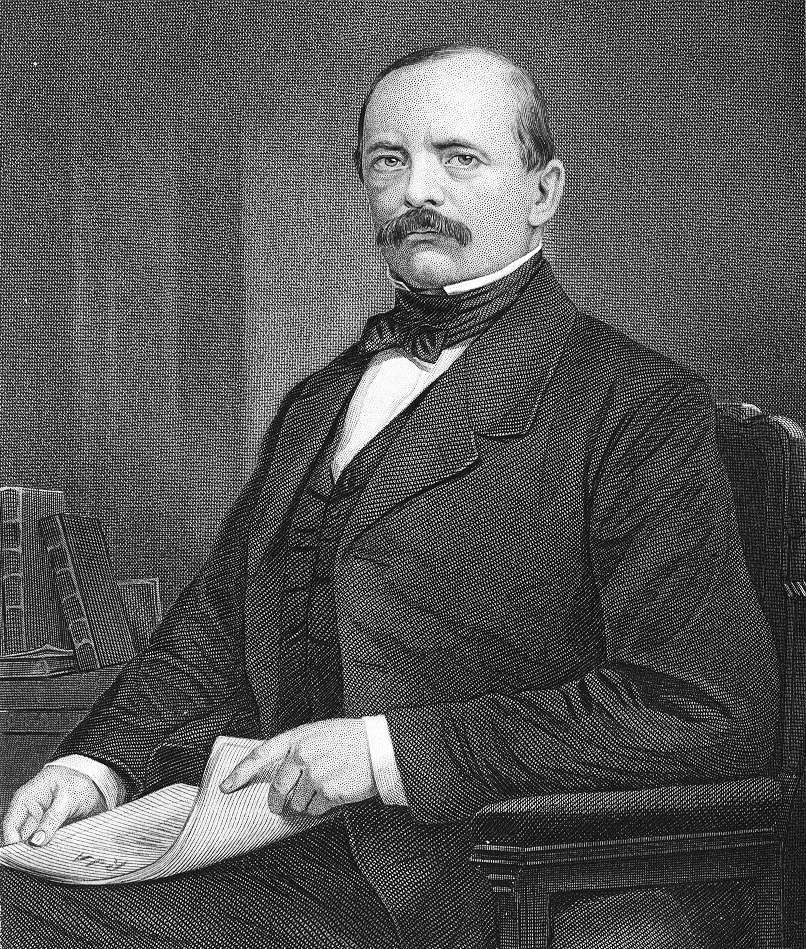
1862:Otto von Bismarck

- 1862: Otto von Bismarck wird im Preußischen Verfassungskonflikt zum preußischen Ministerpräsidenten bestellt.
- 1862: In der entscheidenden Schlacht des Sioux-Aufstands in Minnesota besiegt die US-Army unter Colonel Henry Hastings Sibley am Wood Lake die Dakota unter der Führung von Little Crow, der jedoch entkommen kann.
- 1868: In der Stadt Lares bricht mit dem Grito de Lares eine Revolte gegen die spanische Besetzung Puerto Ricos aus.
- 1870: Im Deutsch-Französischen Krieg geht die Belagerung von Toul zu Ende. Nach einer etwa achtstündigen Kanonade kapitulieren die französischen Soldaten in der von ihnen bis dahin gehaltenen Festung.

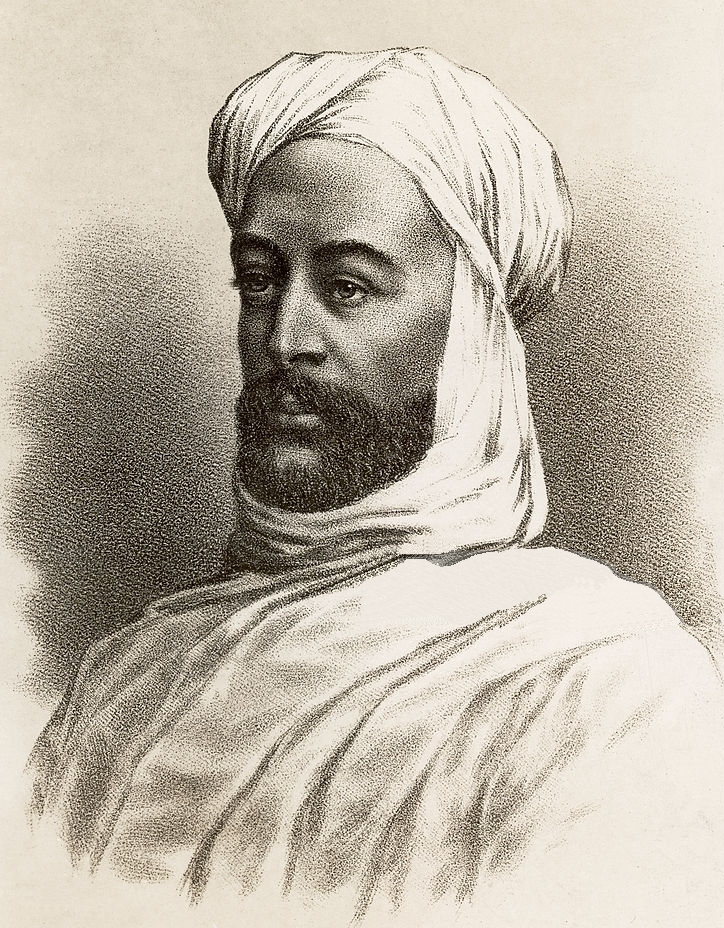
1896: Muhammad Ahmad

- 1896: Die Stadt Dunqula im Sudan wird von dem zur Bekämpfung des Mahdi-Aufstands eingesetzten britischen Korps nach dem vorausgegangenen Sieg in der Schlacht von Firket gegen eine Streitmacht des Mahdis Muhammad Ahmad eingenommen.
- 1905: Mit dem Vertrag von Karlstad beenden Schweden und Norwegen friedlich die seit 1814 bestehende Personalunion beider Staaten.
- 1932: Das Königreich des Hedschas und Nadschd wird in Königreich Saudi-Arabien umbenannt. Das gilt als der Gründungstag Saudi-Arabiens.

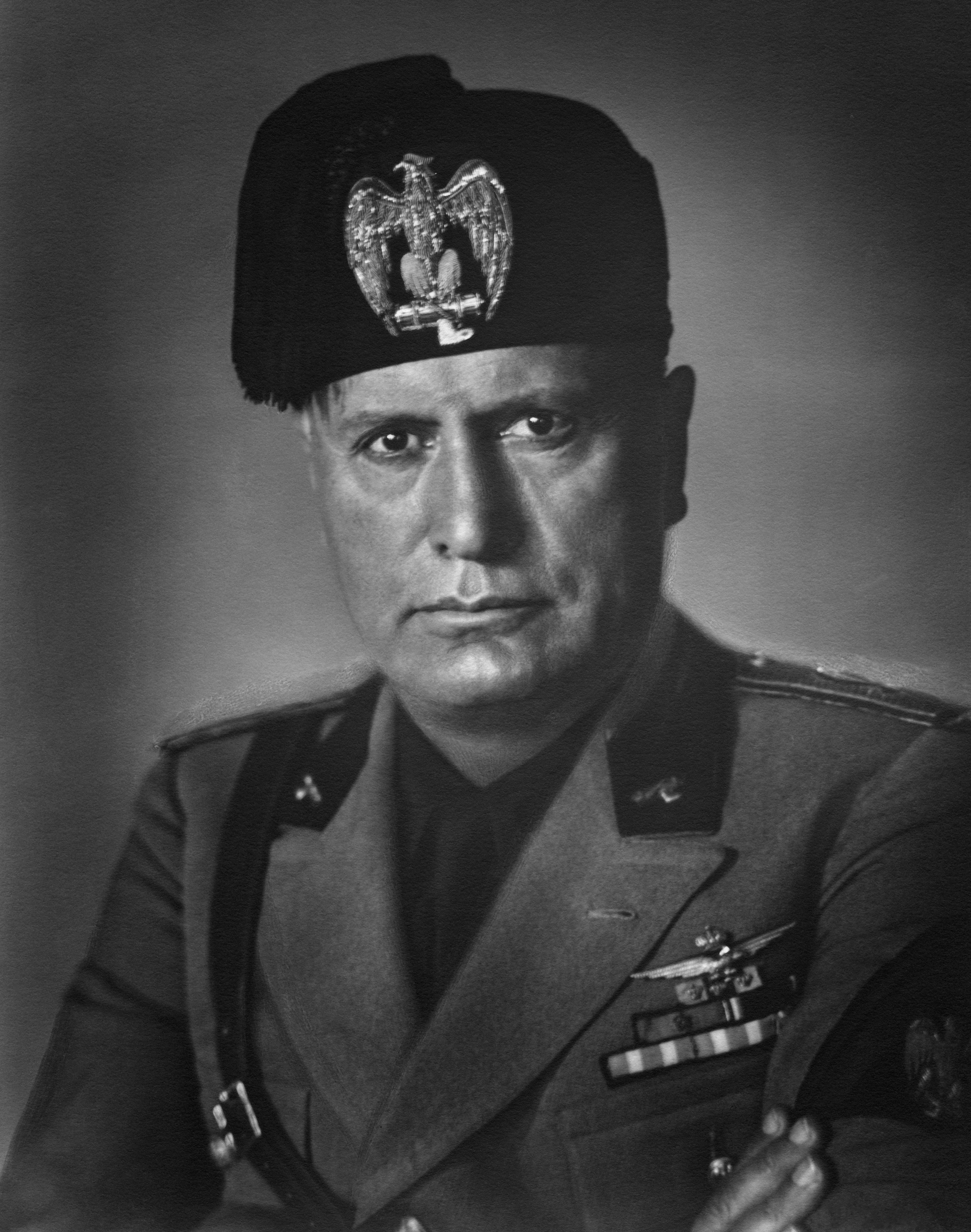
1943: Benito Mussolini

- 1943: In Norditalien wird die faschistische Italienische Sozialrepublik unter militärischer Protektion Deutschlands ausgerufen, die allerdings nur von den Achsenmächten des Zweiten Weltkriegs anerkannt wird. Staatsoberhaupt ist der wenige Tage zuvor befreite Benito Mussolini.
- 1947: Die US-Militärregierung hebt die zivile Briefzensur in Deutschland auf.
- 1955: Bundeskanzler Konrad Adenauer verkündet die Hallstein-Doktrin, welche besagt, dass die Aufnahme diplomatischer Beziehungen zur Deutschen Demokratischen Republik (DDR) durch Drittstaaten als „unfreundlicher Akt“ gegenüber der Bundesrepublik betrachtet wird.
- 1973: In Argentinien werden Juan Perón zum Präsidenten und seine Ehefrau Maria Estela Perón zur Vizepräsidentin gewählt.
- 1990: In der Schweiz wird eine Volksinitiative für ein Atomkraftwerksbau-Moratorium angenommen.
- 1999: Bei der ersten Direktwahl des Staatspräsidenten im Jemen wird Staatspräsident Ali Abdullah Salih im Amt bestätigt.

### Wirtschaft
- 1889: Die Firma Nintendo wird von Yamauchi Fusajirō in Kyōto gegründet, um Hanafuda-Spielkarten zu produzieren.
- 1895: Der Gründungskongress in Limoges endet mit der Schaffung der Confédération générale du travail (CGT), dem französischen Gewerkschaftsbund.
- 1930: Für die von ihm erfundene Blitzlichtbirne erhält der Deutsche Johannes Ostermeier Patentschutz in den USA.

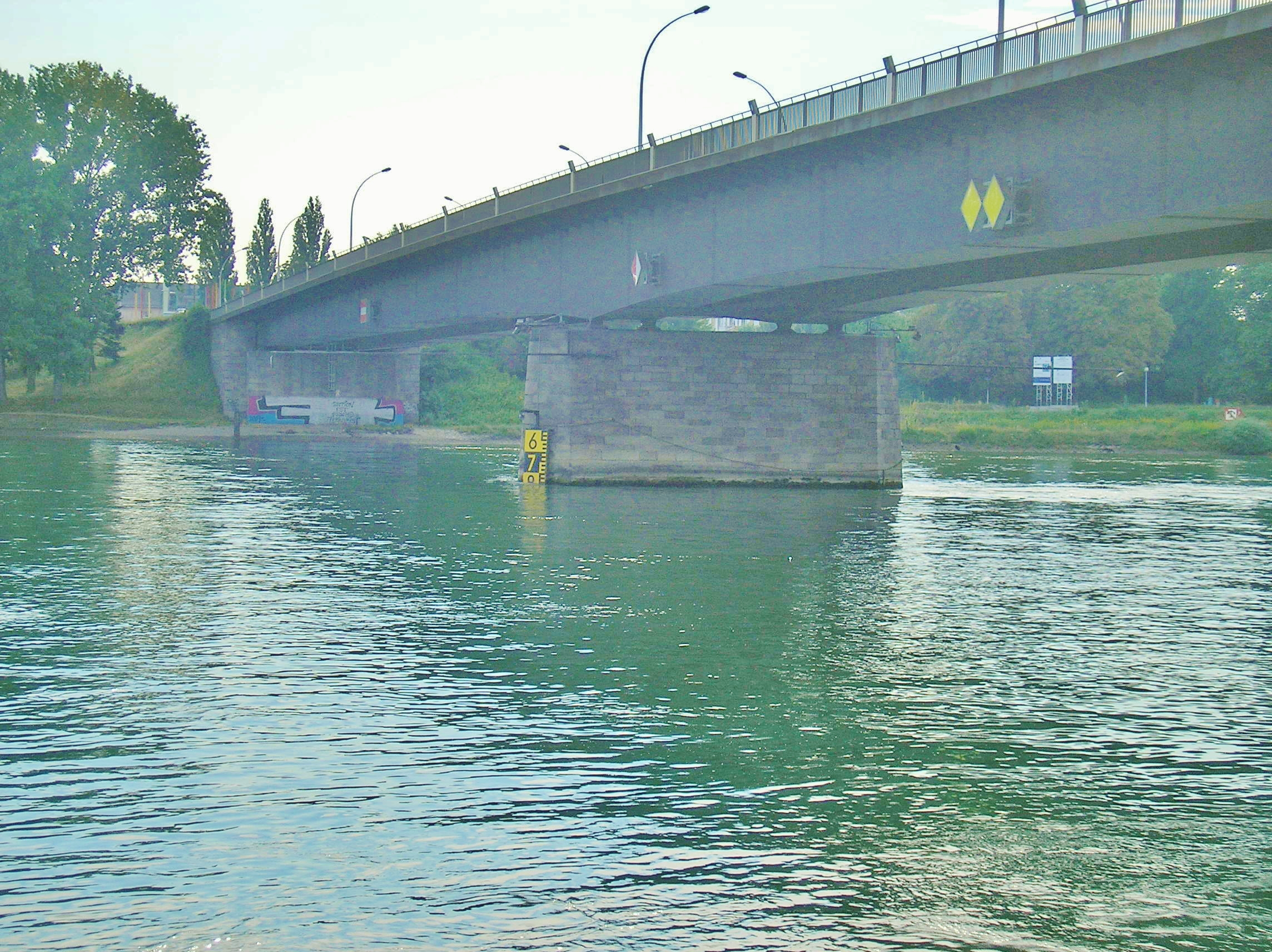
1960: Europabrücke

- 1960: Die neu gebaute Europabrücke über den Rhein bei Kehl an der Grenze zu Frankreich wird eingeweiht. Sie ersetzt die 1951 für den Straßenverkehr freigegebene Dauerbehelfsbrücke.

### Wissenschaft und Technik
- 1669: Die Universität Zagreb wird von Kaiser Leopold I. in seiner Eigenschaft als kroatischer König gegründet.
- 1816: Die Warschauer Naturwissenschaftliche Universität wird ins Leben gerufen.

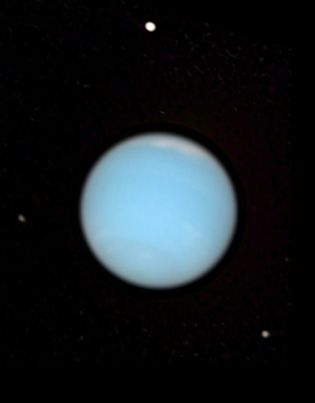
1846: Neptun

- 1846: Johann Gottfried Galle, dem Heinrich Louis d’Arrest assistiert, entdeckt den Planeten Neptun an der von Urbain Le Verrier vorausberechneten Position.
- 1885: Der österreichische Chemiker Carl Auer von Welsbach patentiert den Glühstrumpf in Deutschland unter dem Namen Auer-Glühstrumpf.
- 1887: William Muir gründet in Britisch-Indien die University of Allahabad.
- 1910: Der französisch-peruanische Flieger Jorge Chávez Dartnell überfliegt in seinem Eindecker Blériot XI als Erster die Alpen.
- 1913: Roland Garros überquert als Erster in einem Flugzeug das Mittelmeer auf einer Route, die ihn in weniger als acht Stunden vom südfranzösischen Fréjus zum tunesischen Bizerte führt.
- 1921: Auf der Deutschen Automobilausstellung in Berlin wird als Weltneuheit das erste aerodynamisch konstruierte Auto (Rumpler-Tropfenwagen) präsentiert.
- 1999: Durch einen Navigationsfehler geht der Funkkontakt zur NASA-Raumsonde Mars Climate Orbiter endgültig verloren.
- 2002: Die erste Version des Webbrowsers Mozilla Firefox wird, unter dem vorläufigen Namen Phoenix, weltweit veröffentlicht.

### Kultur
- 1780: Die Uraufführung der Oper Adelheit von Veltheim von Christian Gottlob Neefe findet in Frankfurt am Main statt.

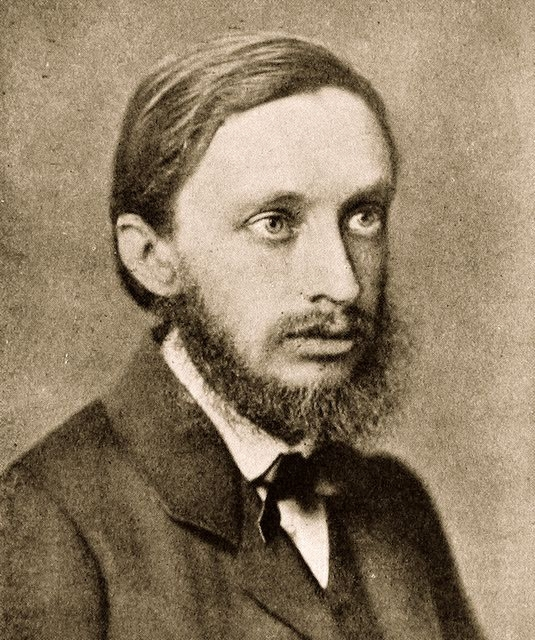
1877: Hermann Goetz

- 1877: Die Uraufführung der Oper Francesca von Rimini von Hermann Goetz findet in Mannheim statt.
- 1896: Die Uraufführung der Oper Der vierjährige Posten von Franz Schubert findet fast 68 Jahre nach dem Tod des Komponisten an der Hofoper in Dresden statt.
- 1909: Der erste Teil des Fortsetzungsromans Le Fantôme de l'Opéra (Das Phantom der Oper) des französischen Journalisten und Schriftstellers Gaston Leroux wird in der Zeitung Le Gaulois veröffentlicht.
- 1952: Die Uraufführung der Ballett-Oper Preußisches Märchen von Boris Blacher findet im Städtischen Opernhaus Berlin statt.
- 1956: Die Uraufführung der Oper König Hirsch von Hans Werner Henze findet an der Städtischen Oper in Berlin statt.
- 1963: Die Uraufführung des Films Das Schweigen von Ingmar Bergman gerät wegen sexueller Darstellungen zum Skandal.
- 1980: Bob Marley tritt in Pittsburgh, Pennsylvania, zum letzten Mal auf.
- 1988: In Stratzing (Niederösterreich) wird die Venus vom Galgenberg gefunden. Die über 30.000 Jahre alte Frauenstatuette ist das bislang älteste Artefakt der Welt.

### Gesellschaft

1973: Logo der Björn Steiger Stiftung

- 1973: In Deutschland wird auf Initiative der Björn Steiger Stiftung die bundesweite, flächendeckende Einführung der Notrufnummern 110 und 112 beschlossen.
- 1983: In Berlin wird die deutsche AIDS-Hilfe e. V. (DAH) gegründet.

### Religion
- 1828: In Mettmann schließen sich drei evangelische Missionsvereine aus der Rheinprovinz zur Rheinischen Missionsgesellschaft zusammen.
- 1972: In der Schweiz wird die Synode 72 eröffnet. Die römisch-katholischen Bischöfe wollen die Beschlüsse des Zweiten Vatikanischen Konzils in einer Reihe von Veranstaltungen mit Betroffenen und interessierten Laien umsetzen.
- 2011: Papst Benedikt XVI. besucht das Augustinerkloster Erfurt, in dem Martin Luther zwischen 1505 und 1512 als Mönch lebte.

### Katastrophen

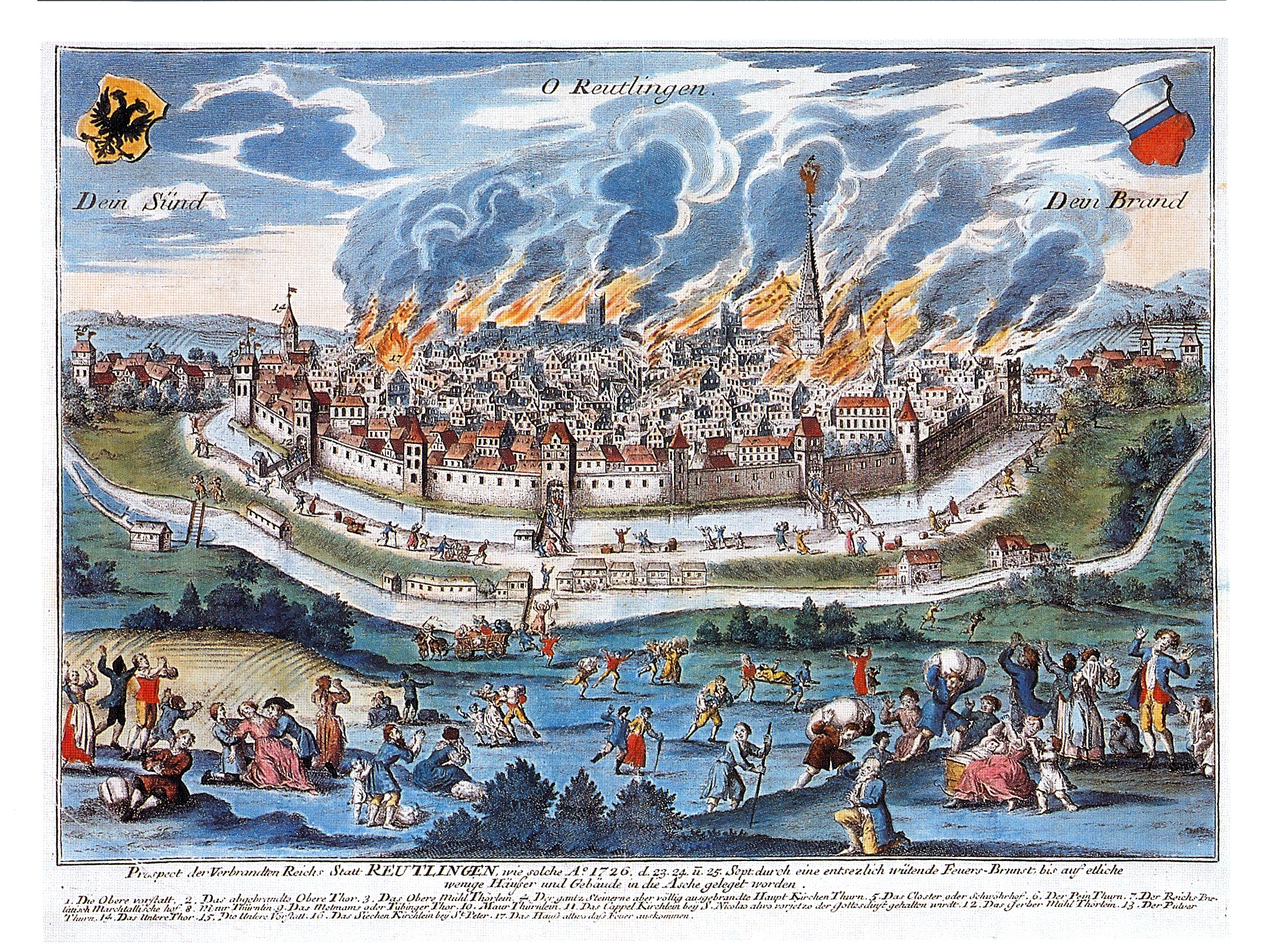
1726: Brand von Reutlingen

- 1726: In Reutlingen bricht ein Feuer aus. Der Brand wütet bis zum 25. September und zerstört 80 % der Stadt. Rund 1.200 Familien werden obdachlos, doch es sind fast keine Toten zu beklagen.

Kleinere Unglücksfälle sind in den Unterartikeln von Katastrophe und in der Liste von Katastrophen aufgeführt.

### Sport
- 1903: Die Spielvereinigung Fürth (heute SpVgg Greuther Fürth) wird gegründet.
- 1983: Der Südafrikaner Gerrie Coetzee gewinnt überraschend seinen Boxkampf gegen Michael Dokes und wird WBA-Weltmeister im Schwergewicht. Coetzee ist hier der erste Titelträger aus Afrika in der Geschichte des Boxsports.

Einträge von Leichtathletik-Weltrekorden befinden sich unter der jeweiligen Disziplin unter Leichtathletik.

## Geboren

### Vor dem 18. Jahrhundert
- 0063 v. Chr.: Augustus, römischer Kaiser
- 1158: Gottfried II., Graf von Anjou und Herzog der Bretagne
- 1161: Takakura, 80. Kaiser von Japan

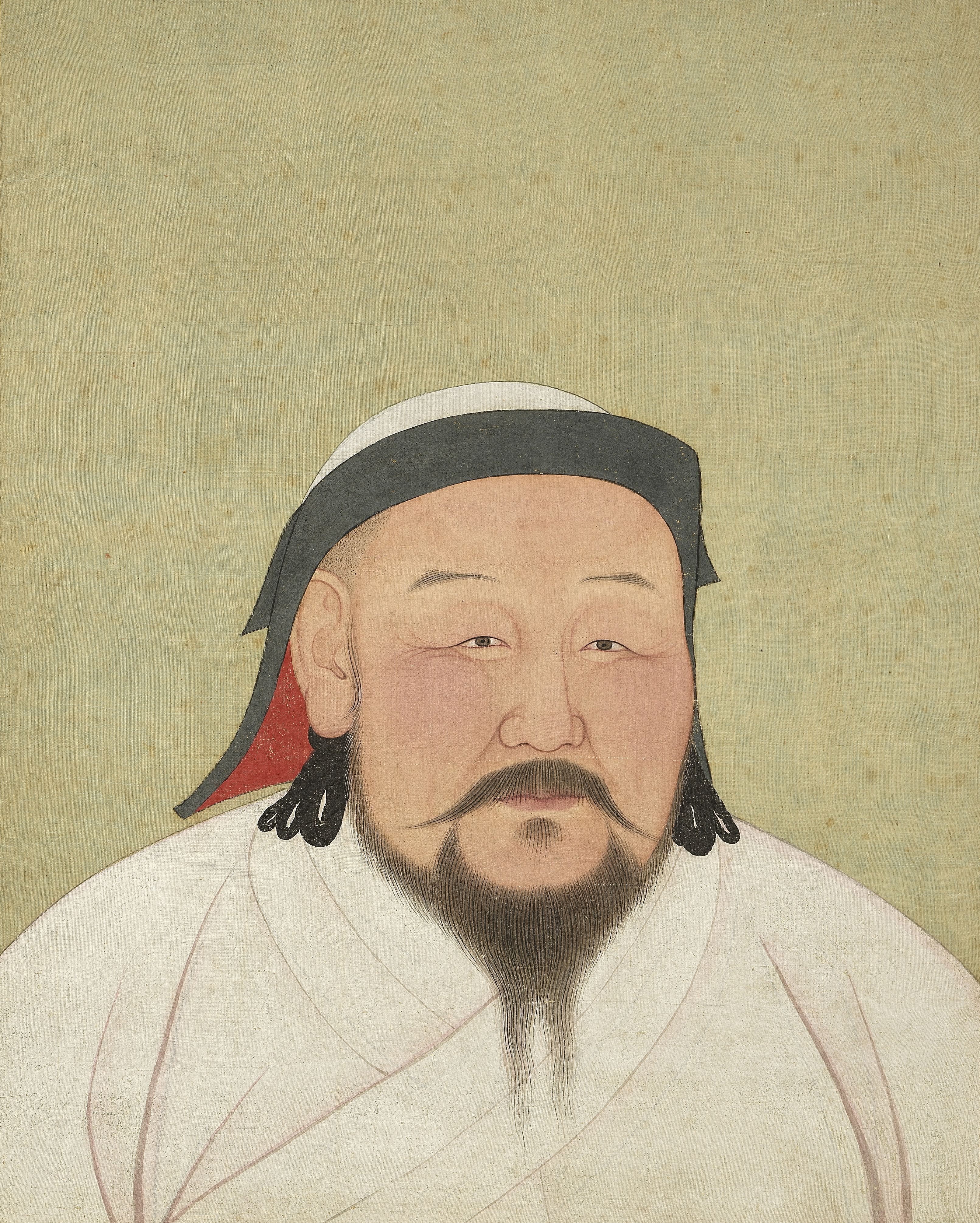
Kublai Khan (* 1215)

- 1215: Kublai Khan, mongolischer Großkhan und chinesischer Kaiser
- 1291: Bolesław III., Herzog von Breslau, Brieg und Liegnitz
- 1392: Filippo Maria Visconti, Regent von Pavia und Herzog von Mailand
- 1434: Jolande von Frankreich, Herzogin von Savoyen
- 1490: Johann Heß, deutscher lutherischer Theologe und Reformator
- 1508: Simon Sulzer, Schweizer reformierter Theologe und Reformator
- 1519: François de Bourbon, Graf von Enghien
- 1583: Christian II., Kurfürst von Sachsen

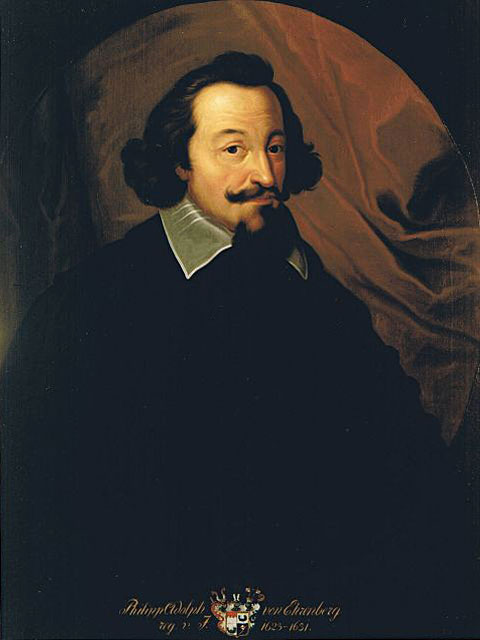
Philipp Adolf von Ehrenberg (* 1583)

- 1583: Philipp Adolf von Ehrenberg, Fürstbischof von Würzburg, Gegenreformator und Hexenverfolger
- 1591: Michael Lohr, deutscher Komponist
- 1597: Francesco Barberini, italienischer Kardinal, Antiquar und Mäzen
- 1598: Eleonora Gonzaga, Gattin von Kaiser Ferdinand II., Konventsgründerin
- 1605: Daniel von Czepko, deutscher Dichter
- 1625: Ferdinand Maximilian von Baden-Baden, Erbprinz von Baden
- 1629: David Klöcker Ehrenstrahl, schwedischer Maler
- 1632: Augustinus Balthasar, deutscher evangelischer Theologe
- 1642: Giovanni Maria Bononcini, italienischer Komponist (Taufdatum)
- 1643: Caspar Sagittarius, deutscher Historiker und Hochschullehrer

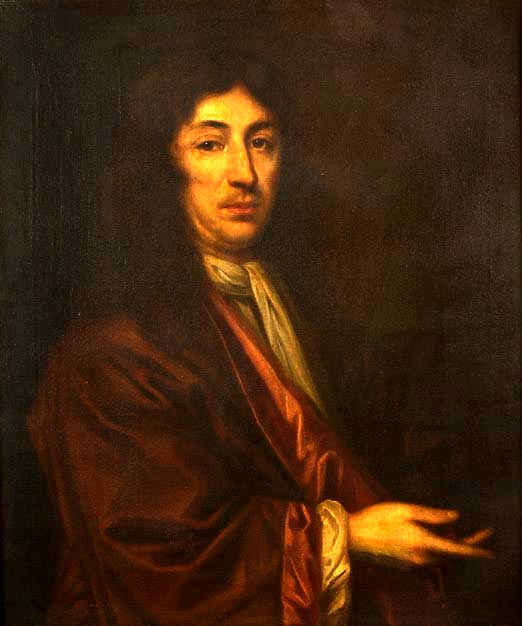
Joseph Dudley (* 1647)

- 1647: Joseph Dudley, Kolonialer Gouverneur von Massachusetts
- 1647: Friedrich VII. Magnus, Markgraf von Baden-Durlach
- 1656: Wilhelm Hieronymus Brückner, deutscher Rechtswissenschaftler
- 1661: Georg Pasch, deutscher Ethiker, Logiker und evangelischer Theologe
- 1682: Karl I., Landgraf von Hessen-Philippsthal
- 1683: Johannes Ernst, Schweizer evangelischer Geistlicher

### 18. Jahrhundert

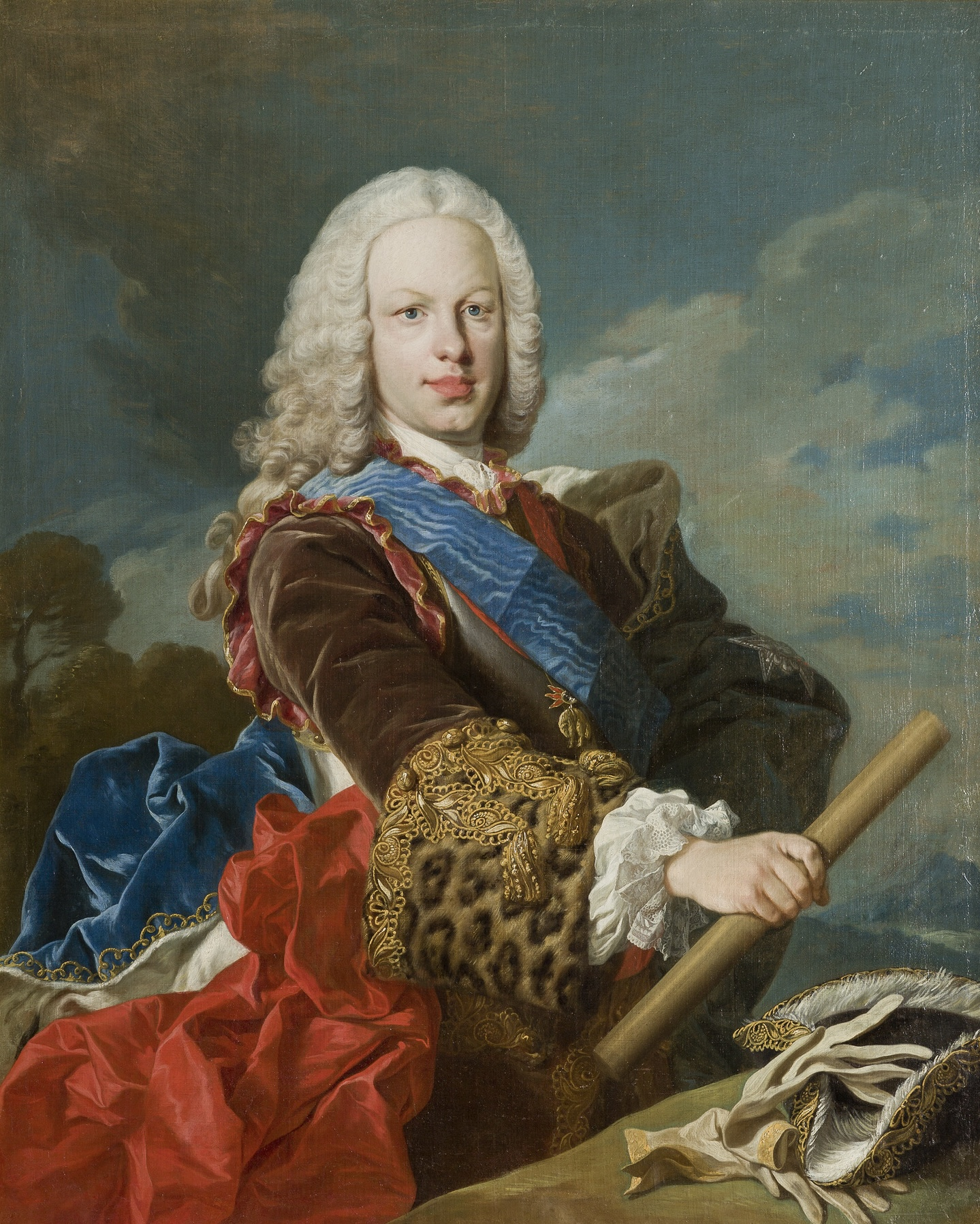
Ferdinand VI. (* 1713)

- 1713: Ferdinand VI., König von Spanien
- 1718: Joseph von Spaur, Fürstbischof von Seckau und Fürstbischof von Brixen
- 1719: Johann Baptist Wenzel Bergl, österreichischer Maler
- 1727: Christoph Karl Friedrich von Bardeleben, preußischer Generalmajor
- 1728: Carlo Allioni, italienischer Arzt und Botaniker
- 1740: Go-Sakuramachi, 117. Kaiserin von Japan
- 1740: Jacques-André Mallet, Schweizer Mathematiker und Astronom
- 1744: Alexander Trippel, deutscher Bildhauer
- 1745: John Sevier, US-amerikanischer Politiker, Mitbegründer und Gouverneur von Tennessee, Gouverneur der unabhängigen Republik State of Franklin
- 1753: Joseph von Weber, deutscher Naturwissenschaftler und katholischer Geistlicher
- 1754: Johann Joachim Bellermann, deutscher Theologe und Semitist
- 1754: Anna Barbara von Stetten, deutsche Wohltäterin und Stifterin
- 1756: John Loudon McAdam, britischer Ingenieur und Straßenbauer

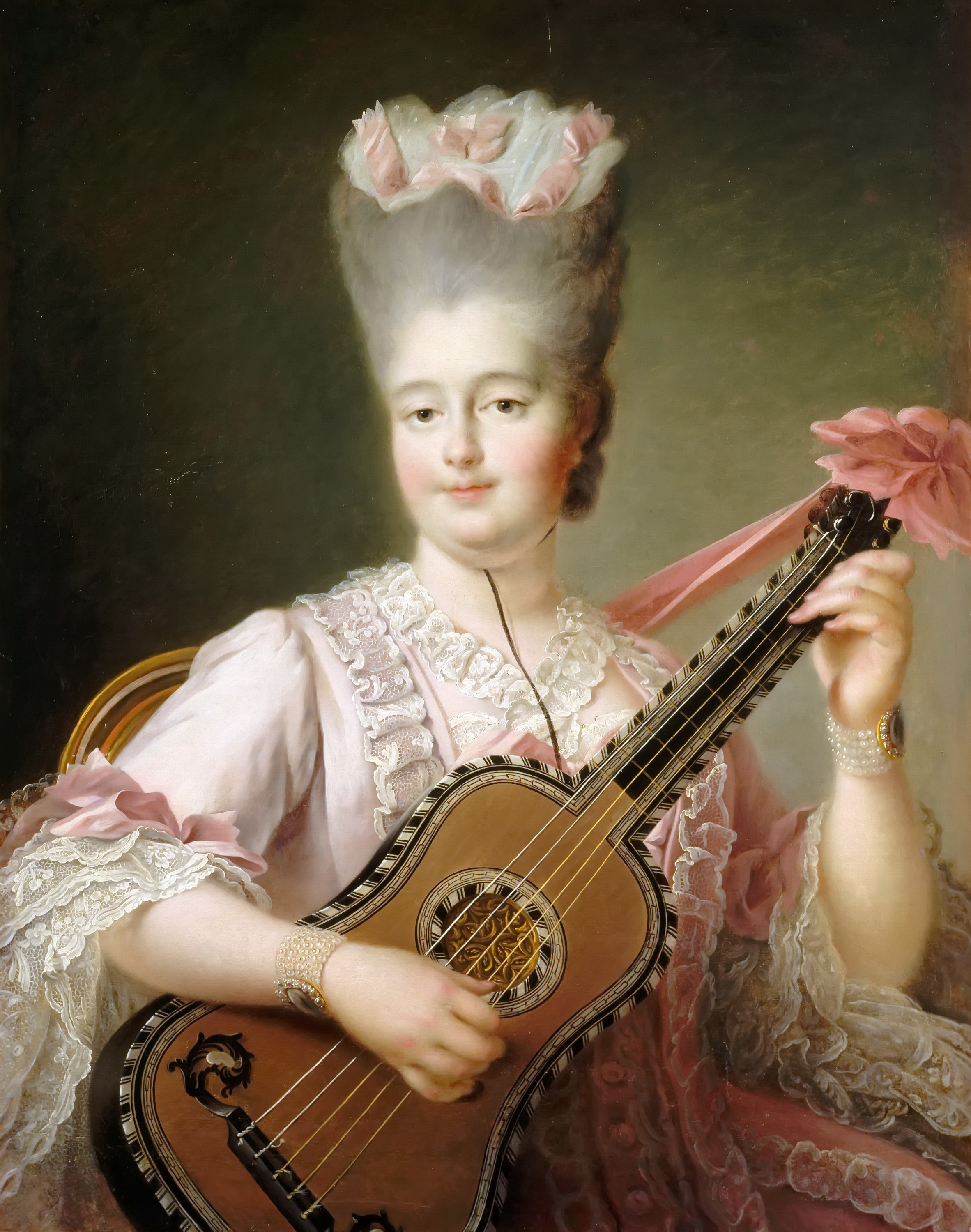
Marie Clothilde von Frankreich (* 1759)

- 1759: Marie Clothilde von Frankreich, Königin von Sardinien-Piemont
- 1766: Philipp Albert Stapfer, Schweizer Politiker, Diplomat und Theologe
- 1767: Louis Joseph de Vichery, französischer General
- 1771: Kōkaku, 119. Kaiser von Japan
- 1775: Elisabeth von Adlerflycht, deutsche Malerin, Erfinderin des Rheinpanoramas
- 1775: Jens Christian Berg, norwegischer Jurist und Historiker
- 1780: Clara Anschel, deutsche Schriftstellerin und Schauspielerin
- 1782: Jacques Féréol Mazas, französischer Violinist und Musikpädagoge
- 1782: Maximilian zu Wied-Neuwied, deutscher Ethnologe und Naturforscher
- 1783: Peter von Cornelius, deutscher Maler
- 1791: Heinrich Friedrich von Arnim-Heinrichsdorff-Werbelow, preußischer Staatsmann
- 1791: Johann Franz Encke, deutscher Astronom
- 1791: Theodor Körner, deutscher Dichter, Dramatiker und Freiheitskämpfer

### 19. Jahrhundert

#### 1801–1850
- 1803: Jean Désiré Artôt, belgischer Hornist
- 1810ː Élisa Schlésinger, Gattin des Verlegers Maurice Schlésinger und große Liebe des Schriftstellers Gustave Flaubert

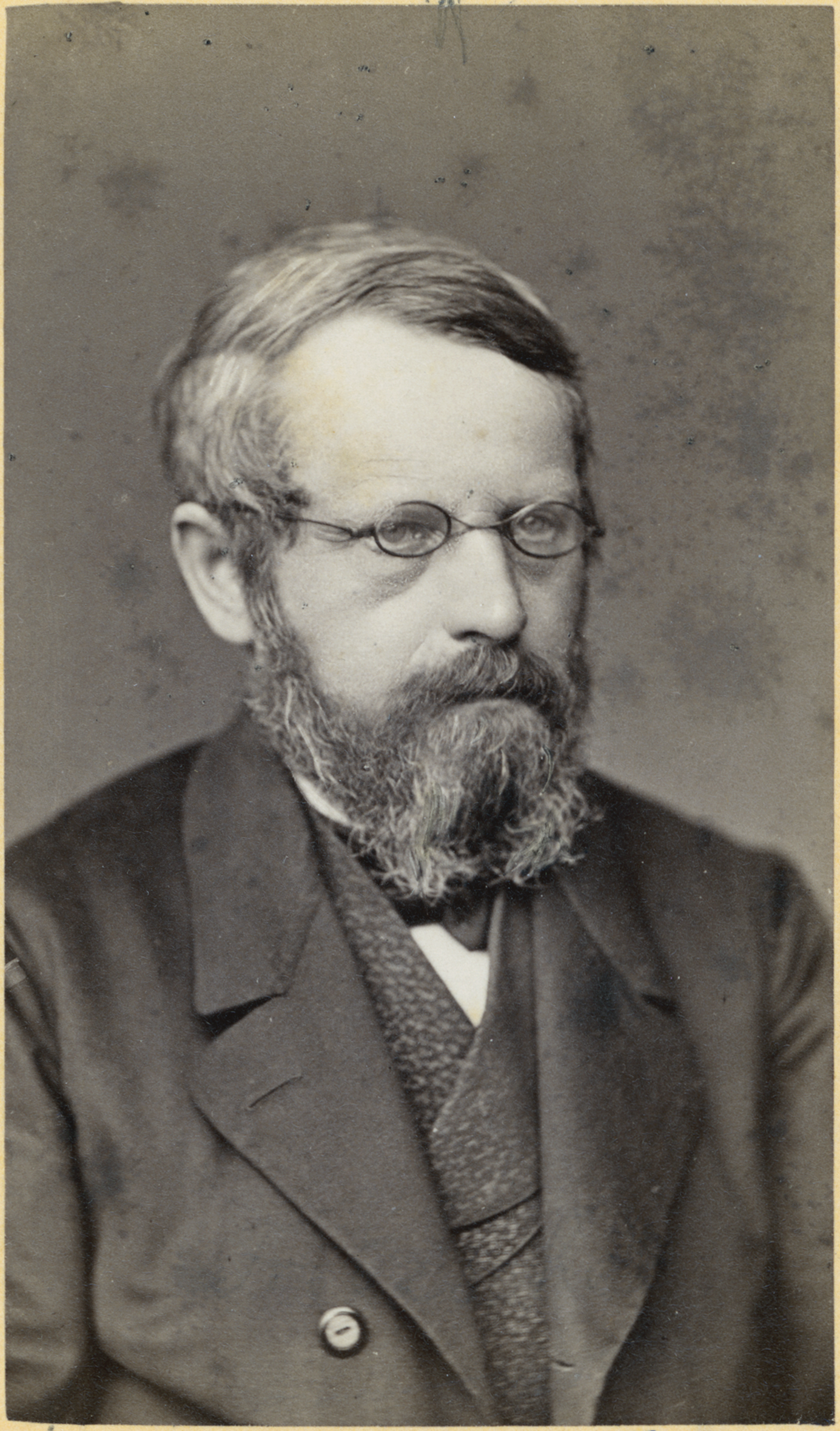
Otto Fridolin Fritzsche (* 1812)

- 1812: Otto Fridolin Fritzsche, deutscher Theologe
- 1819: Hippolyte Fizeau, französischer Physiker
- 1819: Johann Rudolf Weber, Schweizer Musikpädagoge und Komponist
- 1820: Engelbert Lanz, österreichischer Komponist und Musikpädagoge
- 1829: Radama II., König von Madagaskar
- 1829: Friedrich Dittes, deutscher Pädagoge
- 1829: Hermann Müller, deutscher Botaniker, Korrespondenzpartner von Charles Darwin, Entdecker der Coevolution
- 1831: Martin Garlieb Amsinck, deutscher Schiffbauer und Reeder
- 1833: Marie Blanc, deutsche Geschäftsfrau
- 1834: Alexei Sergejewitsch Suworin, russischer Verleger und Publizist
- 1837: Thomas Grainger Stewart, britischer Pathologe

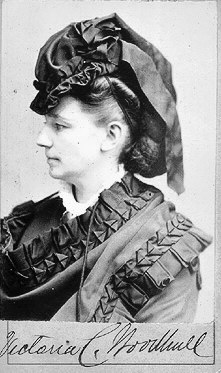
Victoria Woodhull (* 1838)

- 1838: Victoria Woodhull, US-amerikanische Finanzmaklerin, Journalistin und Frauenrechtlerin
- 1839: Christopher Bruun, norwegischer Geistlicher und Begründer der norwegischen Volkshochschule
- 1840: Benno Jaffé, deutscher Chemiker, Industrieller und Kommunalpolitiker
- 1846: Eugen Brandeis, deutscher Ingenieur und Kolonialbeamter
- 1849: Hugo von Seeliger, deutscher Astronom
- 1850: Richard von Hertwig, deutscher Zoologe

#### 1851–1900
- 1856: William Archer, schottischer Theaterkritiker, Bühnendichter und Ibsen-Übersetzer
- 1861: Adelheid von Bennigsen, deutsche Frauenrechtlerin

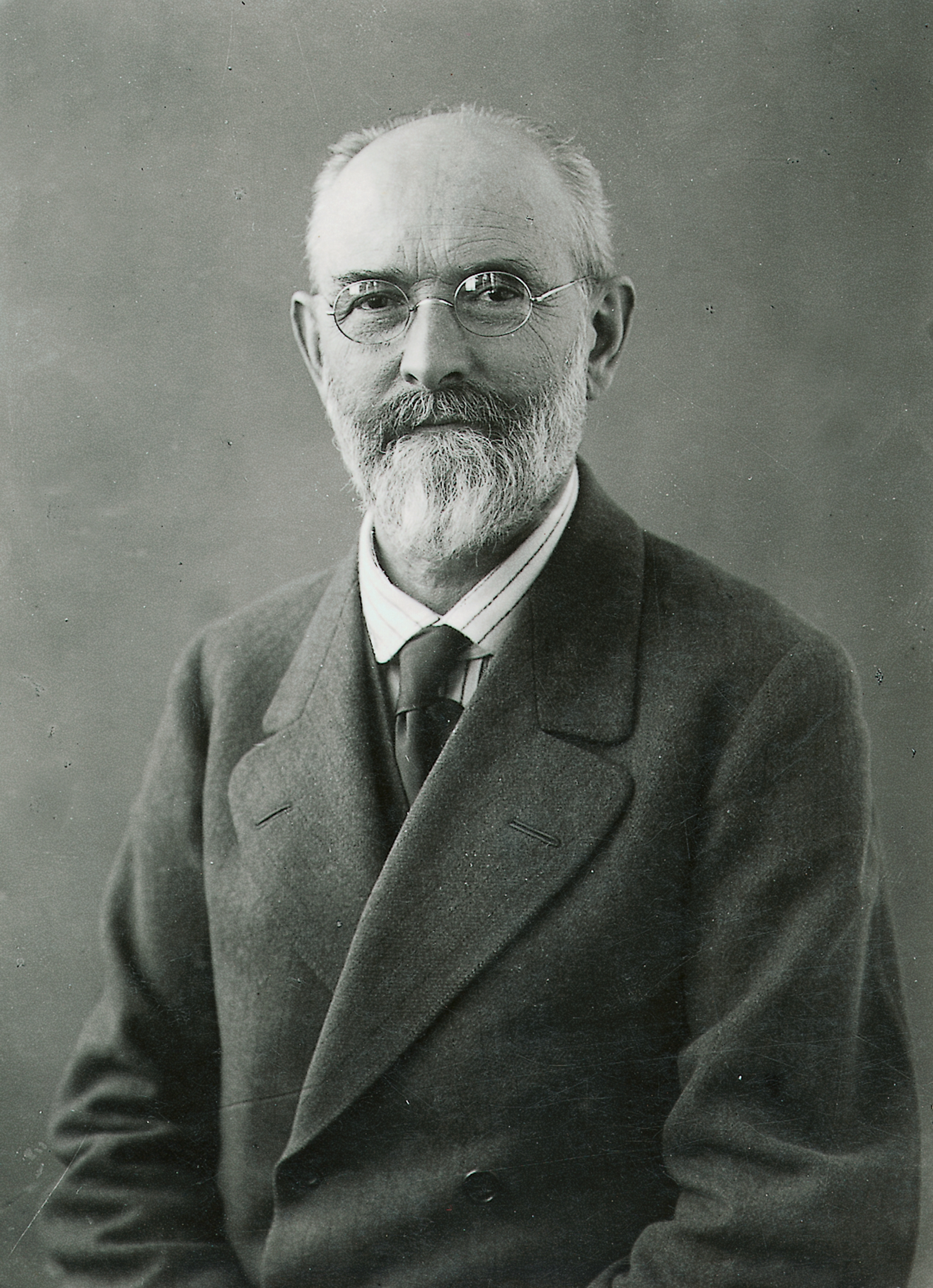
Robert Bosch (* 1861)

- 1861: Robert Bosch, deutscher Unternehmer
- 1861: Louis Rubenstein, kanadischer Eiskunstläufer, Sportfunktionär und Lokalpolitiker
- 1865: Suzanne Valadon, französische Malerin
- 1867: John Lomax, US-amerikanischer Musiker
- 1868: Johannes Bell, deutscher Politiker
- 1869: Otfrid von Hanstein, deutscher Schriftsteller
- 1870: Oluf Krag, dänischer Innenminister
- 1870: Georg Langerhans, deutscher Jurist, Bürgermeister von Köpenick
- 1871: František Kupka, tschechischer Maler
- 1872: Georg von Thaer, deutscher Beamter und Politiker in Schlesien
- 1874ː Lilli Baitz, österreichische Künstlerin, Kunsthandwerkerin und Unternehmerin, Opfer der Schoa
- 1874: Francis Adonijah Lane, US-amerikanischer Leichtathlet
- 1876: Louis Disbrow, US-amerikanischer Automobilrennfahrer
- 1876: Brudenell White, australischer General

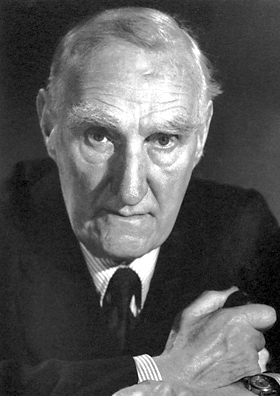
John Boyd Orr (* 1880)

- 1880: John Boyd Orr, 1. Baron Boyd-Orr, britischer Ernährungswissenschaftler
- 1883: Grigori Jewsejewitsch Sinowjew, sowjetischer Politiker
- 1884: Carl Moltmann, deutscher Politiker
- 1885: Karl von Buchka, deutscher Politiker, MdB
- 1887: Wilhelm Hoegner, deutscher Jurist und Politiker, MdR, MdB, MdL, Ministerpräsident und Landesminister von Bayern
- 1887: Alfieri Maserati, italienischer Automobilingenieur und -rennfahrer
- 1888: Rudolf Freidhof, deutscher Politiker
- 1888: Gerhard Kittel, deutscher evangelischer Theologe
- 1889: Walter Lippmann, US-amerikanischer Publizist

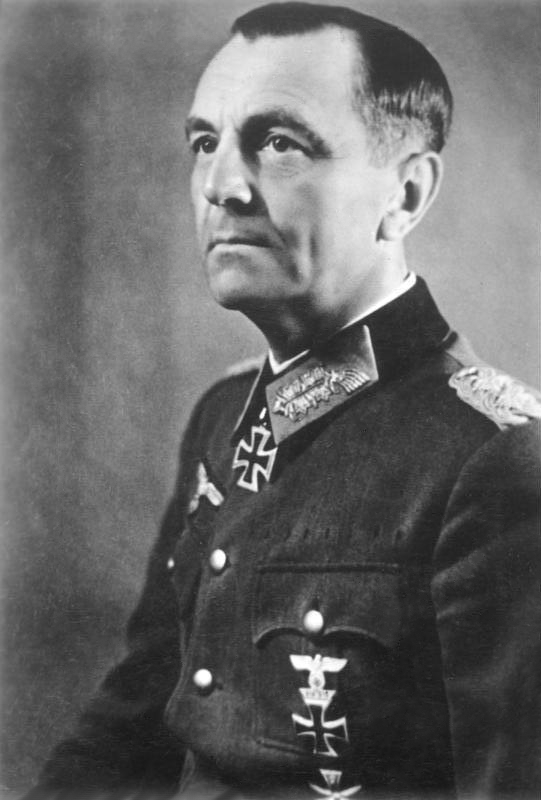
Friedrich Paulus (* 1890)

- 1890: Friedrich Paulus, deutscher Generalfeldmarschall
- 1894: Albert Lewin, US-amerikanischer Filmregisseur, Drehbuchautor und Produzent
- 1895: Emil Landolt, Schweizer Politiker, Stadtpräsident von Zürich
- 1896ː Käthe Reinhardt, lesbische Aktivistin der Weimarer Republik und der Bundesrepublik
- 1897: Paul Delvaux, belgischer Maler und Grafiker
- 1897: Walter Pidgeon, kanadischer Filmschauspieler
- 1898: Xaver Fuhr, deutscher Maler
- 1898: Alfred Margul-Sperber, deutsch-rumänischer Dichter
- 1899: Odd Grüner-Hegge, norwegischer Komponist, Pianist und Dirigent
- 1899: Hans-Detlef Herhudt von Rohden, deutscher Generalmajor
- 1899: Karl Hentschel, deutscher General
- 1899: Louise Nevelson, US-amerikanische Bildhauerin
- 1899: Wilhelm Nauhaus, deutscher Buchbinder, Künstler, Archivar und Publizist

### 20. Jahrhundert

#### 1901–1925
- 1901: Ruth Andreas-Friedrich, deutsche Widerstandskämpferin, Schriftstellerin und Journalistin
- 1901: Josef von Matt, Schweizer Schriftsteller in Nidwaldner Mundart, Buchhändler, Verleger und Antiquar

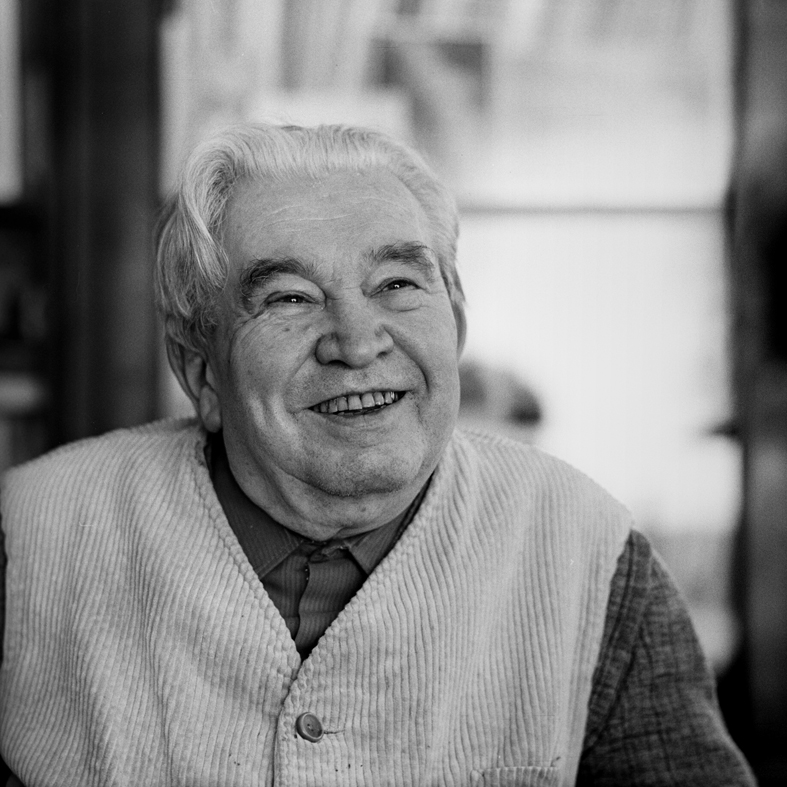
Jaroslav Seifert (* 1901)

- 1901: Jaroslav Seifert, tschechischer Dichter, Schriftsteller, Journalist und Übersetzer, Nobelpreisträger
- 1904: Alfred Baum, Schweizer Komponist, Pianist und Organist
- 1904: Wilhelm Reitz, deutscher Politiker
- 1904: Geoffrey Waddington, kanadischer Geiger und Dirigent
- 1907: Werner Bockelmann, deutscher Jurist und Politiker
- 1907: Walter Hinrichsen, deutsch-amerikanischer Musikverleger
- 1908: Franz Adler, US-amerikanischer Soziologe
- 1909: Lorenc Antoni, nordmazedonischer bzw. jugoslawischer Komponist
- 1909: Blanche Honegger, schweizerisch-US-amerikanische Violinistin und Dirigentin
- 1910: Jakob Streit, Schweizer Schriftsteller
- 1911: Lajzer Ajchenrand, polnischer Dichter
- 1911: Franz Wagner, deutsch-österreichischer Fußballspieler
- 1913: Aleksi Matschawariani, georgischer Komponist
- 1913: Carl-Henning Pedersen, dänischer Maler
- 1914: Leo Adamek, deutscher Politiker
- 1914: Norman Cazden, US-amerikanischer Komponist
- 1915: Sergio Bertoni, italienischer Fußballspieler und -trainer
- 1915: Clifford Shull, US-amerikanischer Physiker

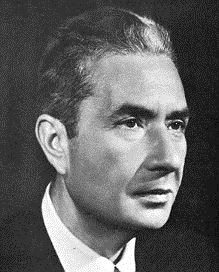
Aldo Moro (* 1916)

- 1916: Aldo Moro, italienischer Regierungschef
- 1916: Omar Ali Saifuddin III., Sultan von Brunei
- 1917: Imre Németh, ungarischer Leichtathlet, Olympiasieger
- 1918: Karl Fischer, österreichischer Politiker und Widerstandskämpfer
- 1918: Theodor Hopf, deutscher Brigadegeneral
- 1918: Salvatore Pappalardo, Erzbischof von Palermo
- 1919: Bogdan Paprocki, polnischer Sänger
- 1919: Kaneko Tōta, japanischer Lyriker
- 1920: Alexander Arutjunjan, armenischer Komponist
- 1920: Jiří Jaroch, tschechischer Komponist, Bratschist und Dirigent
- 1920: Mickey Rooney, US-amerikanischer Schauspieler
- 1925: Angelo Acerbi, italienischer römisch-katholischer Erzbischof und vatikanischer Diplomat
- 1925: Françoise Bertin, französische Schauspielerin
- 1925: Hartmut von Hentig, deutscher Pädagoge
- 1925: Nikolai Kaufman, bulgarischer Musikethnologe, Komponist und Folklorist

#### 1926–1950

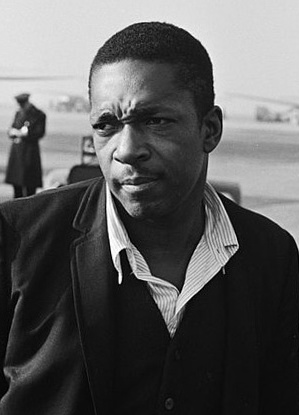
John Coltrane (* 1926)
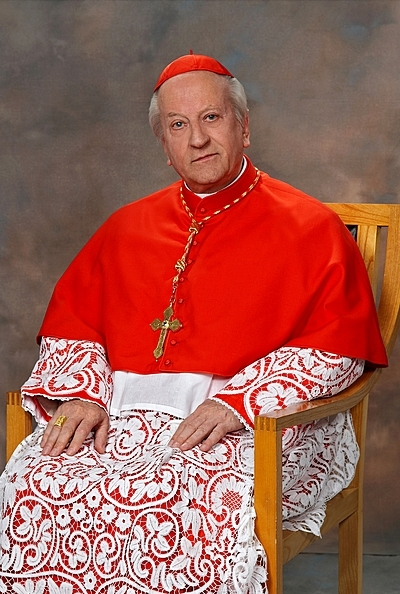
Franc Rodé (* 1934)
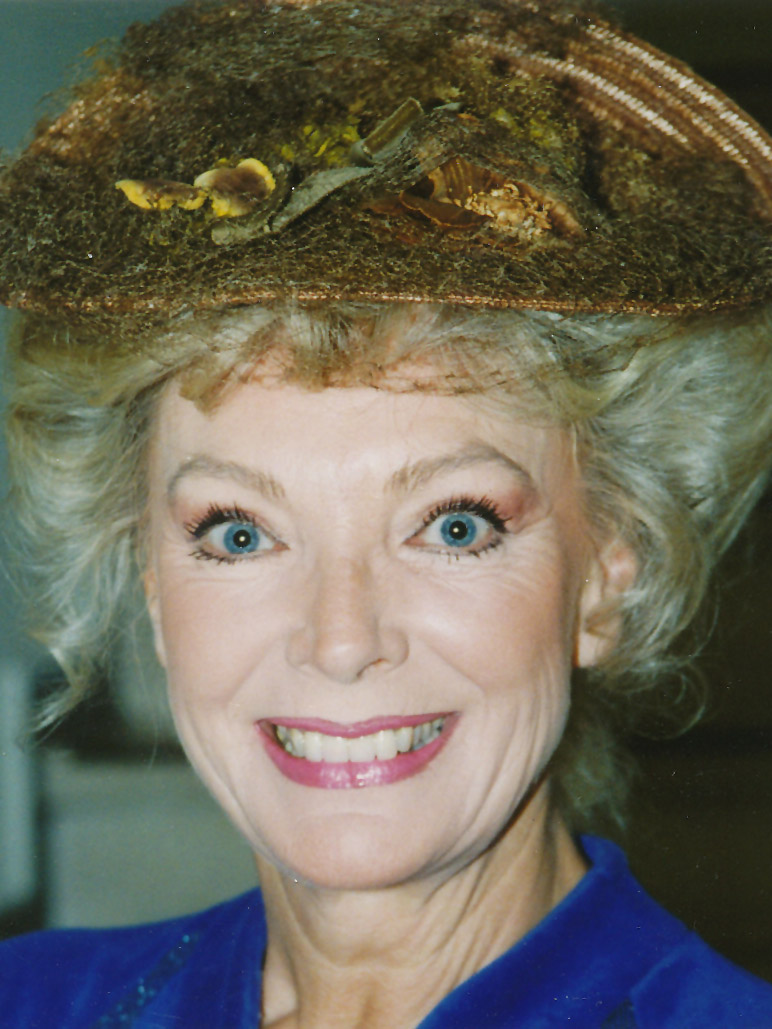
Maria Perschy (* 1938)
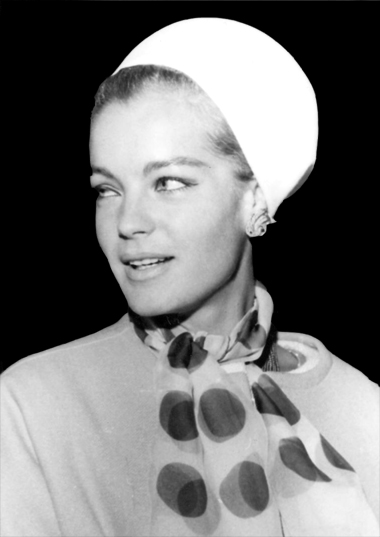
Romy Schneider (* 1938)

- 1926: John Coltrane, US-amerikanischer Jazz-Saxophonist
- 1926: Henry Silva, US-amerikanischer Schauspieler
- 1927: Mighty Joe Young, US-amerikanischer Blues-Gitarrist, Sänger und Songschreiber
- 1928: Robert Helps, US-amerikanischer Pianist und Komponist
- 1930: Ray Charles, US-amerikanischer Sänger
- 1930: Gerardo Guevara, ecuadorianischer Komponist
- 1932: Sergio Brighenti, italienischer Fußballspieler
- 1933: Ralph Miller, US-amerikanischer Skirennläufer
- 1934: Per Olov Enquist, schwedischer Autor
- 1934: Rolf Kosiek, deutscher Naturwissenschaftler, Publizist und Politiker
- 1934: Franc Rodé, Erzbischof von Ljubljana, Kardinalpräfekt in der römischen Kurie
- 1934: Fisher Tull, US-amerikanischer Komponist und Musikpädagoge
- 1935: Les McCann, US-amerikanischer Musiker
- 1936: Klaus Knall, deutscher Dirigent und Kantor
- 1936: Manfred Tümmler, deutscher Synchronsprecher und Filmschauspieler
- 1937: Kurt Vossen, deutscher Fußballfunktionär, Vorsitzender von Bayer 04 Leverkusen
- 1938: Pierre Kröger, deutscher Maler und Grafiker
- 1938: Maria Perschy, österreichische Filmschauspielerin
- 1938: Romy Schneider, deutsch-französische Schauspielerin
- 1939: Roy Buchanan, US-amerikanischer Musiker
- 1939: Jürgen Wolfrum, deutscher Physikochemiker
- 1940: Gerhard Hennige, deutscher Leichtathlet, Olympiamedaillengewinner
- 1940: Tim Rose, US-amerikanischer Sänger

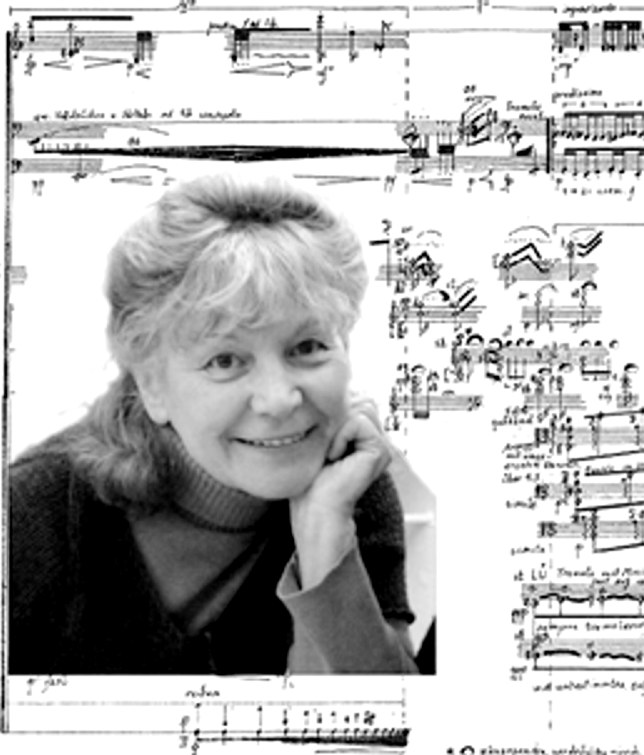
Viera Janárčeková (* 1941)
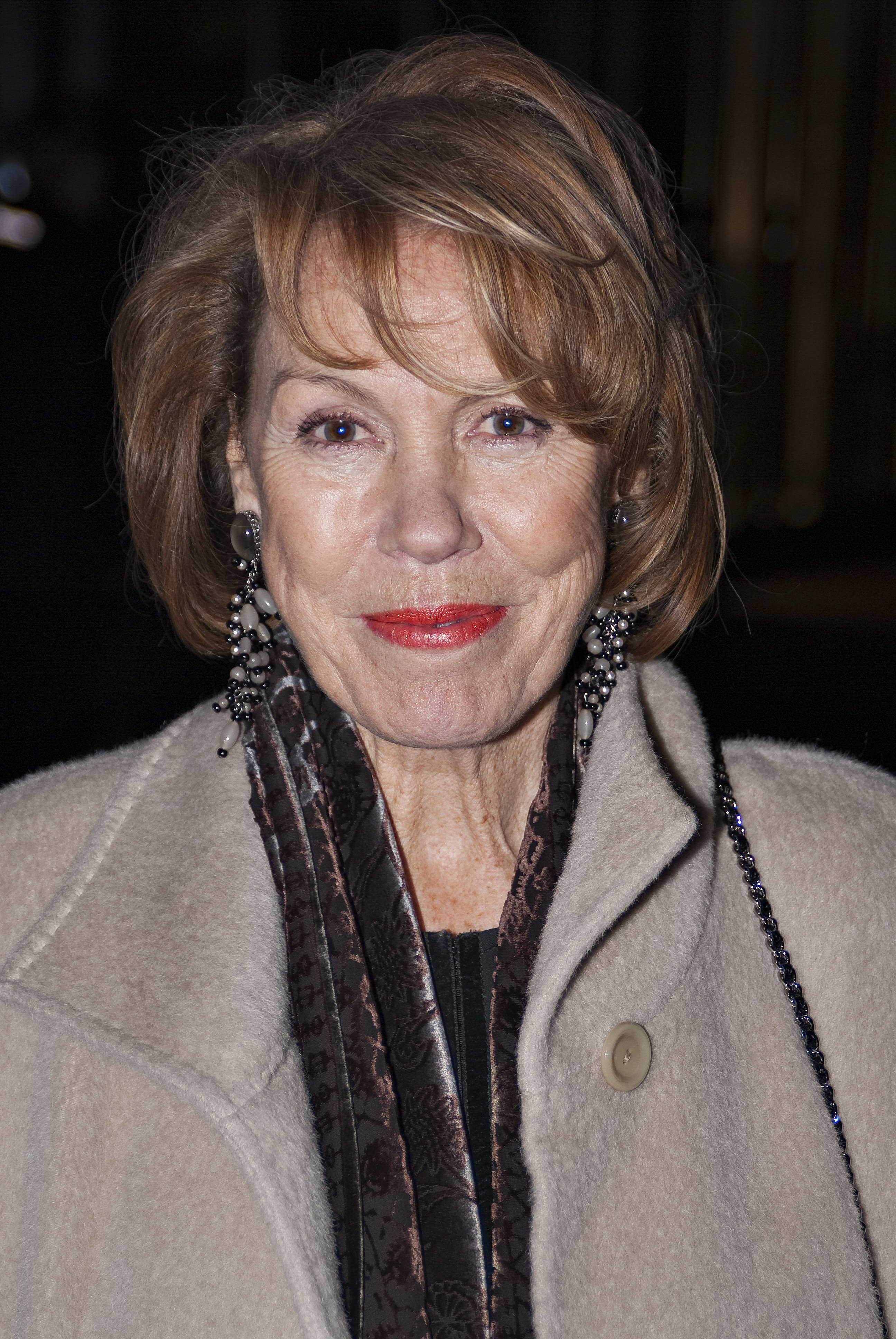
Gaby Dohm (* 1943)
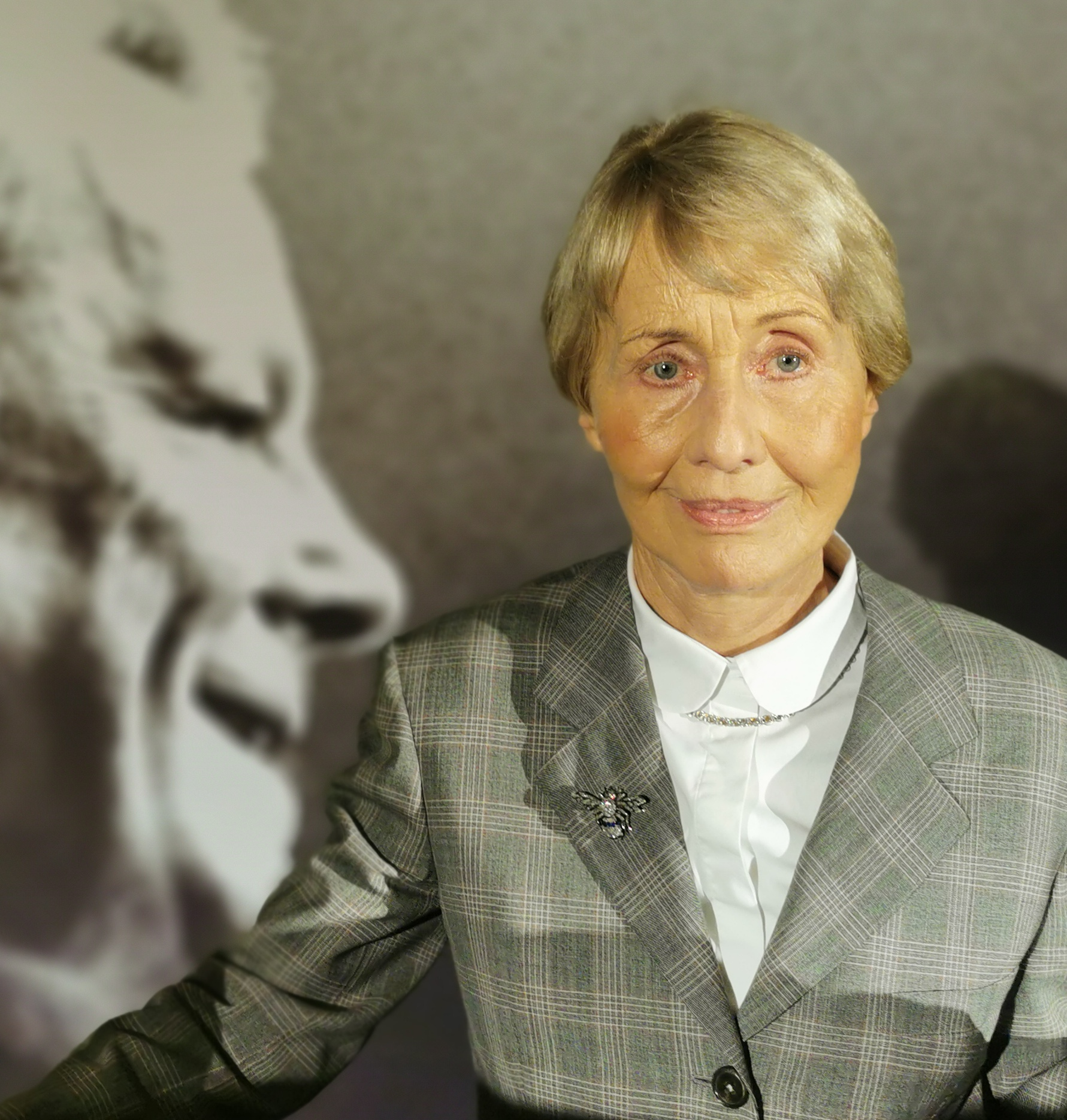
Brigitte Seebacher (* 1946)
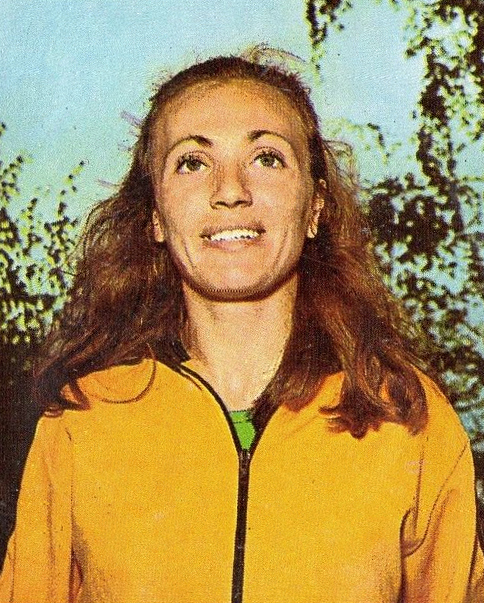
Vera Nikolić (* 1948)

- 1941: Frank Deppe, deutscher Politikwissenschaftler
- 1941: Viera Janárčeková, slowakische Komponistin
- 1941: Norma Winstone, britische Jazzsängerin
- 1942: Dith Pran, kambodschanischer Fotojournalist
- 1942: Jeremy Steig, US-amerikanischer Jazzrock-Musiker
- 1943: Gaby Dohm, österreichische Schauspielerin
- 1943: Julio Iglesias, spanischer Sänger
- 1943: Monika Pietsch, deutsche Schauspielerin
- 1944: Almut Heise, deutsche Malerin und Grafikerin
- 1944: Ivan Martin Jirous, tschechischer Lyriker, Kritiker und Kunsthistoriker
- 1945: Igor Sergejewitsch Iwanow, russischer Außenminister, Chef des Sicherheitsrats
- 1945: Paul Petersen, US-amerikanischer Schauspieler
- 1946: Enrico Catuzzi, italienischer Fußballspieler und -trainer
- 1946: Franz Fischler, österreichischer EU-Kommissar für Landwirtschaft und Entwicklung
- 1946: Gisela Frick, deutsche Politikerin
- 1946: Bernard Maris, französischer Wirtschaftswissenschaftler, Journalist, Autor und Hochschullehrer
- 1946ː Brigitte Seebacher, deutsche Historikerin, Journalistin und Publizistin
- 1946: John Woo, aus Hongkong stammender Regisseur und Filmproduzent
- 1947: Christian Escoudé, französischer Jazz-Gitarrist
- 1947: Mary Kay Place, US-amerikanische Schauspielerin und Sängerin
- 1948: Ramón José Aponte Fernández, venezolanischer Priester und Bischof
- 1948: Vera Nikolić, jugoslawische Leichtathletin
- 1949: Quini, spanischer Fußballspieler
- 1949: Bruce Springsteen, US-amerikanischer Rockmusiker
- 1950: Ilona Grübel, deutsche Schauspielerin
- 1950: Dietmar Lorenz, deutscher Judoka, Olympiasieger

#### 1951–1975

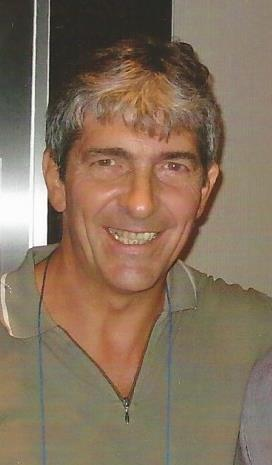
Paolo Rossi (* 1956)
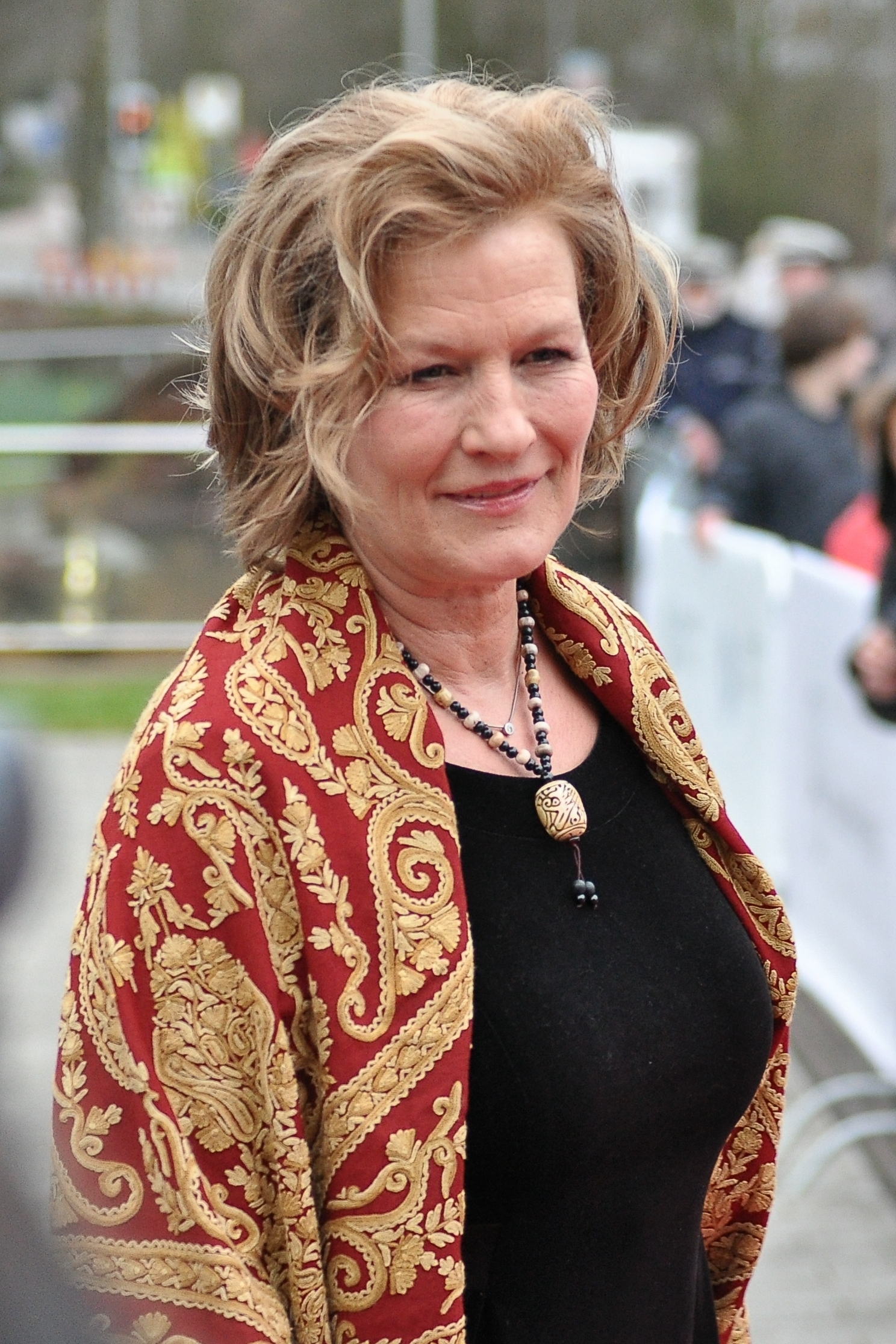
Suzanne von Borsody (* 1957)
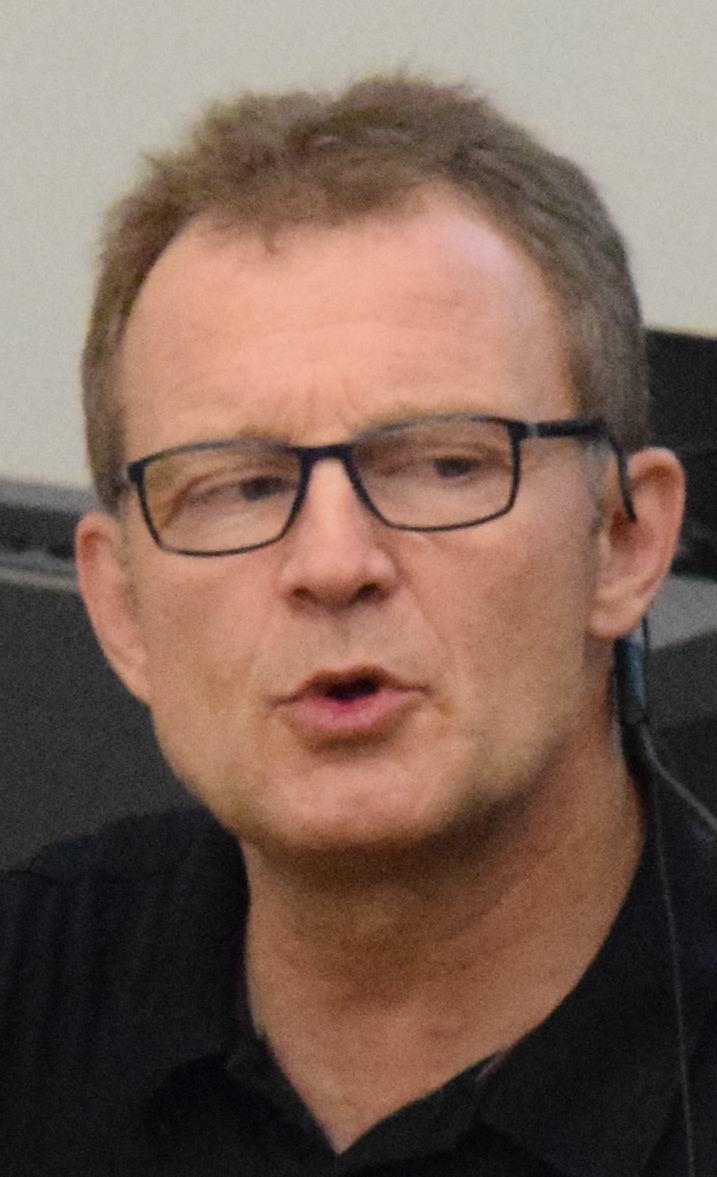
Manfred Schubert-Zsilavecz (* 1961)
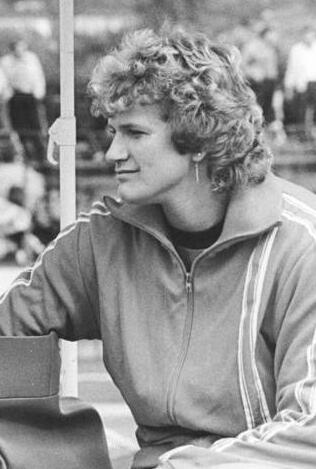
Gabriele Reinsch (* 1963)
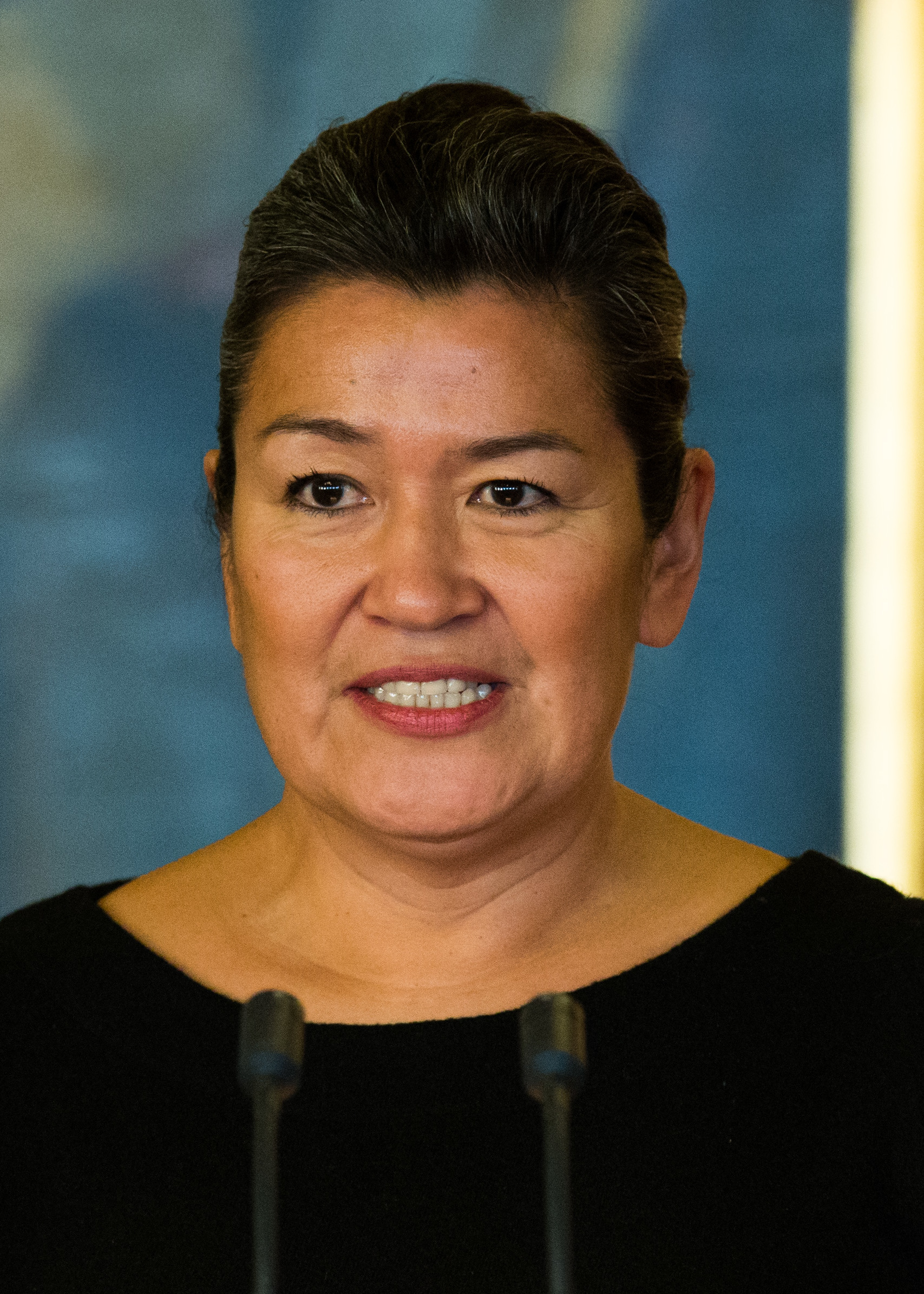
Aleqa Hammond (* 1965)
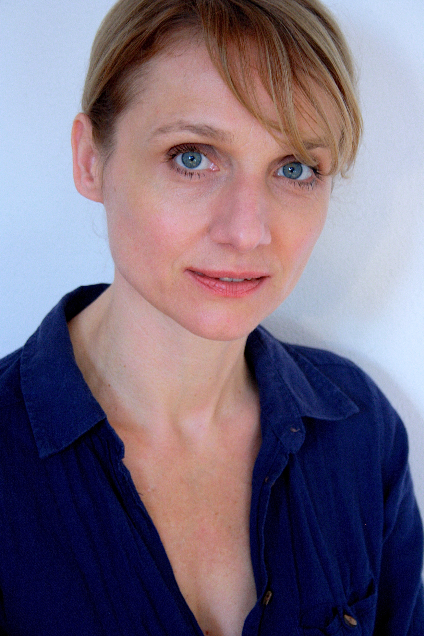
Christina Große (* 1970)

- 1953: Vera Dominke, deutsche Politikerin, MdB
- 1954: Guglielmo Andreini, italienischer Endurosportler
- 1954: Cherie Blair, britische Rechtsanwältin, Ehefrau von Tony Blair
- 1954: Alfred Hütter, österreichischer Journalist
- 1956: Peter David, US-amerikanischer Schriftsteller
- 1956: Anton Klima, deutscher Kameramann
- 1956: Paolo Rossi, italienischer Fußballspieler
- 1957: Jochem Ahmann, deutscher Künstler und Designer
- 1957: Suzanne von Borsody, deutsche Schauspielerin
- 1957: Rosalind Chao, US-amerikanische Schauspielerin
- 1957: Aneta Marin, rumänische Ruderin
- 1957: Gerold Wucherpfennig, deutscher Politiker, MdL, Landesminister
- 1958: F. Jörg Haberland, deutscher bildender Künstler
- 1958: Besnik Mustafaj, albanischer Politiker
- 1959: Jason Alexander, US-amerikanischer Schauspieler, Regisseur und Filmproduzent
- 1959: Elizabeth Peña, US-amerikanische Schauspielerin hispanischer Herkunft
- 1959: Dale Whittington, US-amerikanischer Autorennfahrer
- 1960: Barbara Mensing, deutsche Bogenschützin
- 1960ː Sabine Pollak, österreichische Architektin und Architekturtheoretikerin
- 1961: Gabriela Bähr, deutsche Juristin
- 1961: Rainer Galla, deutscher Jurist und Politiker
- 1961: Manfred Schiller, deutscher Politiker
- 1961: Manfred Schubert-Zsilavecz, österreichischer Wissenschaftler
- 1962: John Harbaugh, US-amerikanischer American-Football-Trainer
- 1963: Gabriele Reinsch, deutsche Diskuswerferin
- 1964: Regine Hentschel, deutsche Schauspielerin
- 1965: Brad Armstrong, kanadischer Pornodarsteller, -regisseur und -produzent
- 1965: Aleqa Hammond, grönländische Politikerin, Premierministerin
- 1967: Patricia Boser, Schweizer Moderatorin
- 1967: Harry Lodge, britischer Radrennfahrer
- 1967: Christian Reich, Schweizer Bobfahrer
- 1968: Kazushige Abe, japanischer J-Bungaku-Schriftsteller
- 1969: Donald Audette, kanadischer Eishockeyspieler
- 1969: Michael Rich, deutscher Radrennfahrer
- 1969: Silvia Seidel, deutsche Schauspielerin
- 1970: Franz Almer, österreichischer Fußballspieler
- 1970: Corinne Bodmer, Schweizer Freestyle-Skierin
- 1970: Christina Große, deutsche Schauspielerin
- 1971: Lee Mi-yeon, südkoreanische Schauspielerin
- 1971: Park Tae-bun, südkoreanischer Musiker
- 1972: Jermaine Dupri, US-amerikanischer Hip-Hop-Musiker
- 1973: René Lohse, deutscher Eistänzer
- 1973: Trick Daddy, US-amerikanischer Rapper
- 1974: Matt Hardy, US-amerikanischer Wrestler
- 1974: Félix Mantilla, spanischer Tennisspieler
- 1974: Nathaniel Moran, US-amerikanischer Politiker
- 1975: FlowinImmO, deutscher Rapper
- 1975: Thilo Krapp, deutscher Kinderbuchautor, Illustrator und Comiczeichner
- 1975: Marina Schuster, deutsche Politikerin, MdB

#### 1976–2000
- 1976: Halim Haryanto, indonesischer Badmintonspieler
- 1976: Katja Poensgen, deutsche Motorradrennfahrerin
- 1977: Mahamed Aryphadschyjeu, belarussischer Boxer

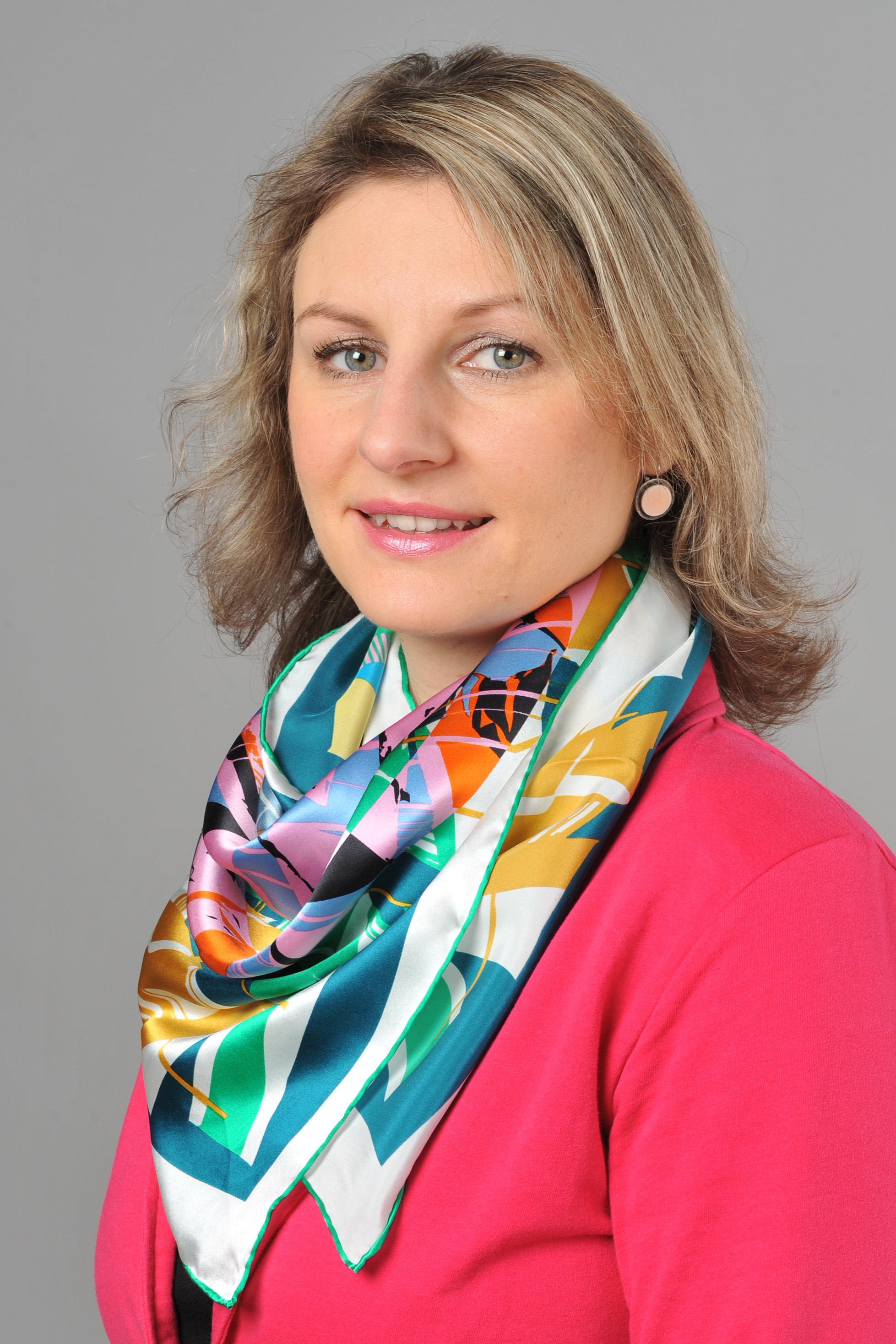
Daniela Jansen (* 1977)

- 1977: Daniela Jansen, deutsche Politikerin
- 1977: Matthias Rentzsch, deutscher Politiker
- 1978: Martin Elmiger, Schweizer Radrennfahrer
- 1979: Patrice Bernier, kanadischer Fußballspieler
- 1980: Silvio Adzic, deutscher Fußballspieler
- 1981: Robert Doornbos, niederländischer Formel-1-Rennfahrer
- 1981: Steffen Freiberg, deutscher Politiker
- 1981: Natalie Horler, deutsche Sängerin (Cascada)
- 1982: Shyla Stylez, US-amerikanische Pornodarstellerin
- 1982: Gill Swerts, belgischer Fußballspieler
- 1983: Travis Cabral, US-amerikanischer Freestyle-Skier
- 1983: Matthias Ludwig, deutscher Schauspieler
- 1983: Marcelo Melo, brasilianischer Tennisspieler

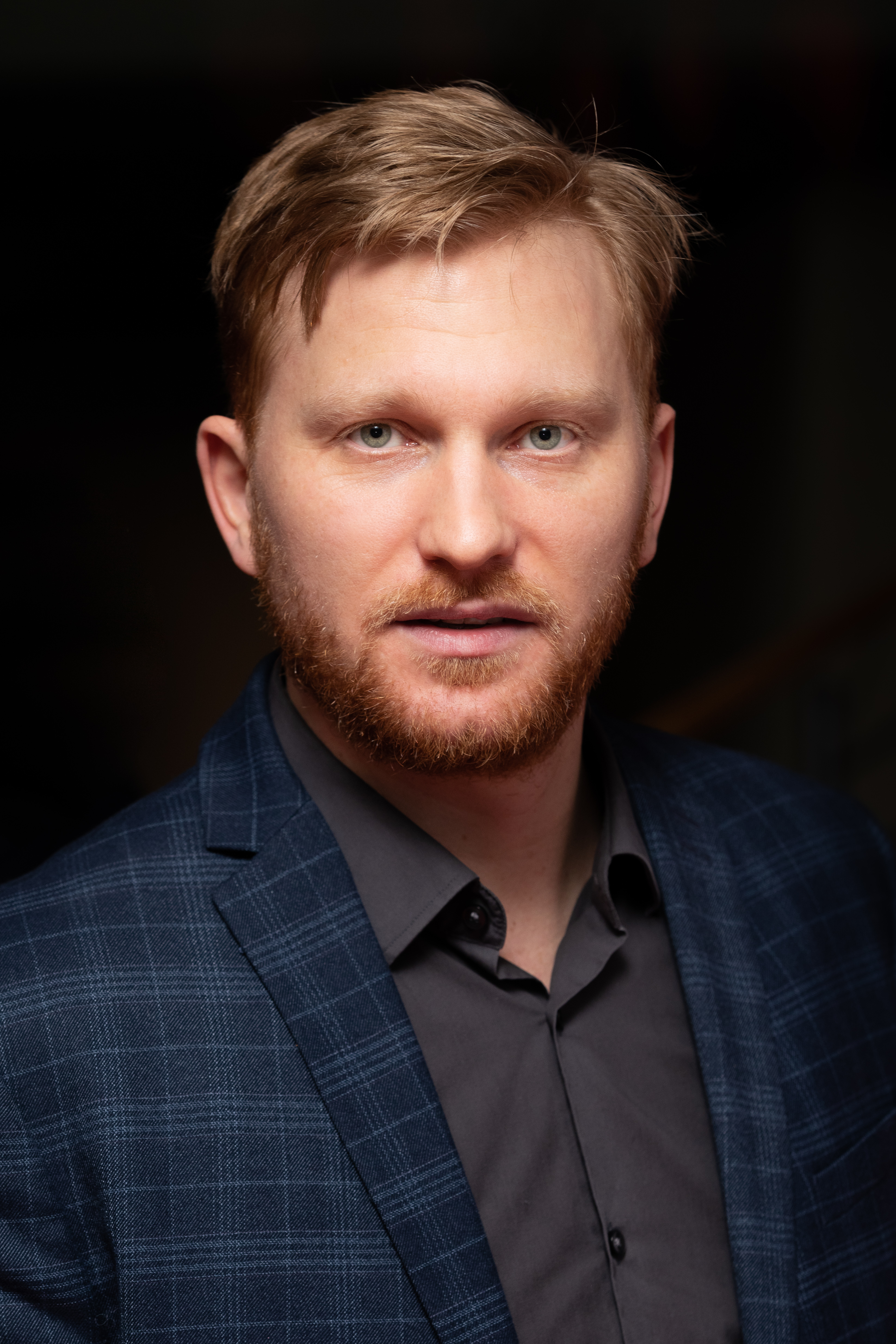
Lucas Prisor (* 1983)

- 1983: Lucas Prisor, deutscher Schauspieler
- 1984: Jan-Ingwer Callsen-Bracker, deutscher Fußballspieler
- 1984: Patrick Ehelechner, deutscher Eishockeyspieler
- 1985: Boris Hüttenbrenner, österreichischer Fußballspieler
- 1985: Hossein Kaebi, iranischer Fußballspieler
- 1985: Anna Unterberger, italienische Schauspielerin
- 1986: Eduarda Amorim, brasilianisch-ungarische Handballspielerin
- 1986: Gina-Lisa Lohfink, deutsches Model
- 1986: Joana Mallwitz, deutsche Dirigentin
- 1987: Skylar Astin, US-amerikanischer Schauspieler
- 1987: Jay Bridger, britischer Rennfahrer
- 1988: Der Asiate, deutscher Rapper

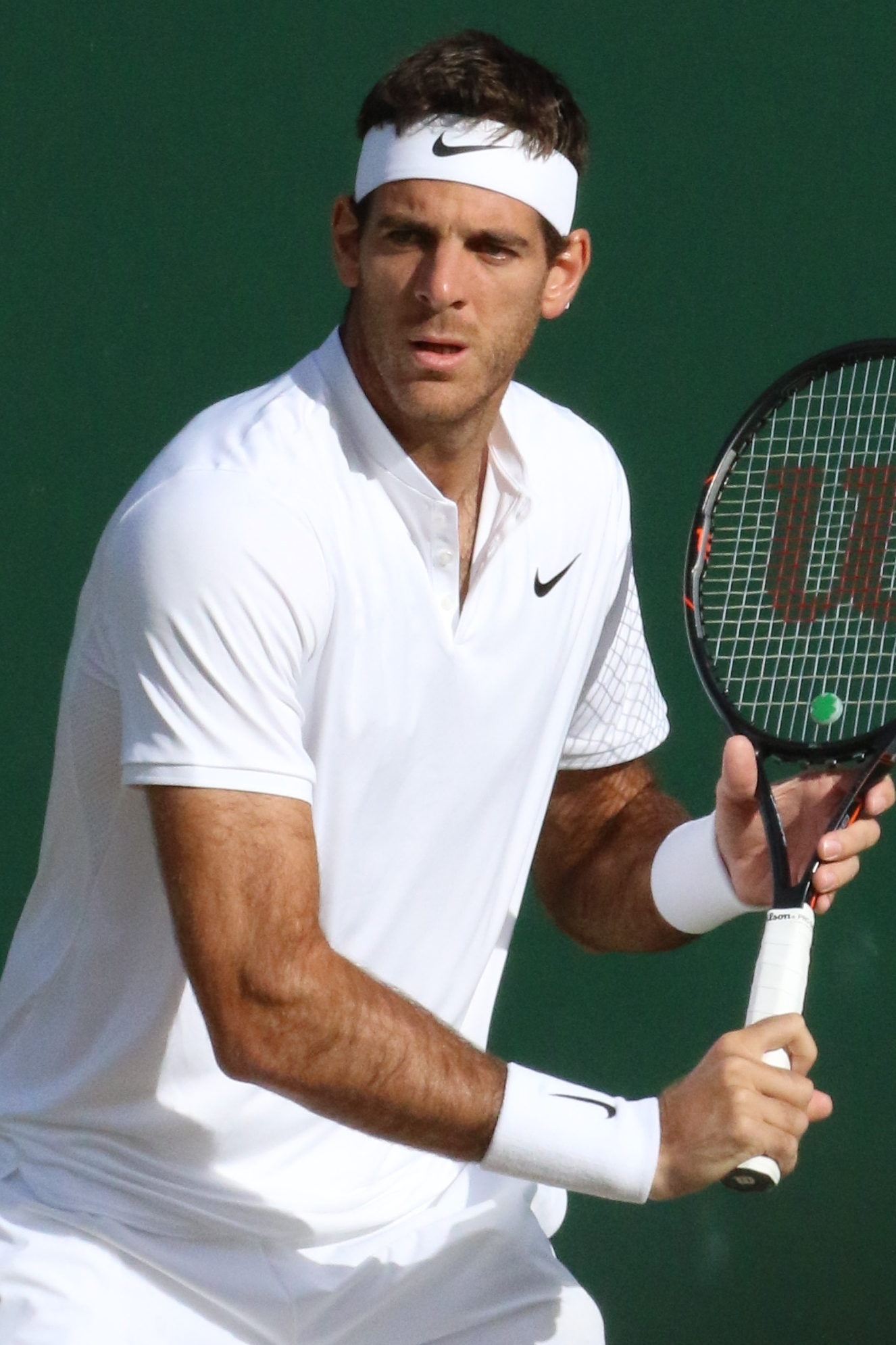
Juan Martín del Potro (* 1988)

- 1988: Juan Martín del Potro, argentinischer Tennisspieler
- 1988: David Unterberger, österreichischer Skispringer
- 1989: Brandon Jennings, US-amerikanischer Basketballspieler
- 1990: Martin Finger, deutscher Pokerspieler
- 1991: Fabian-Herbert Burdenski, deutscher Fußballspieler
- 1991: Mayke Dähn, deutsch-slowenische Schauspielerin und Synchronsprecherin
- 1991: Kevin Vogt, deutscher Fußballspieler
- 1992: Adam Gotsis, australischer American-Football-Spieler
- 1992: Linn Reusse, deutsche Schauspielerin
- 1993: Robin Pröpper, niederländischer Fußballspieler
- 1994: Joachim Agne, deutscher Leichtgewichts-Ruderer
- 1994: Yerry Mina, kolumbianischer Fußballspieler

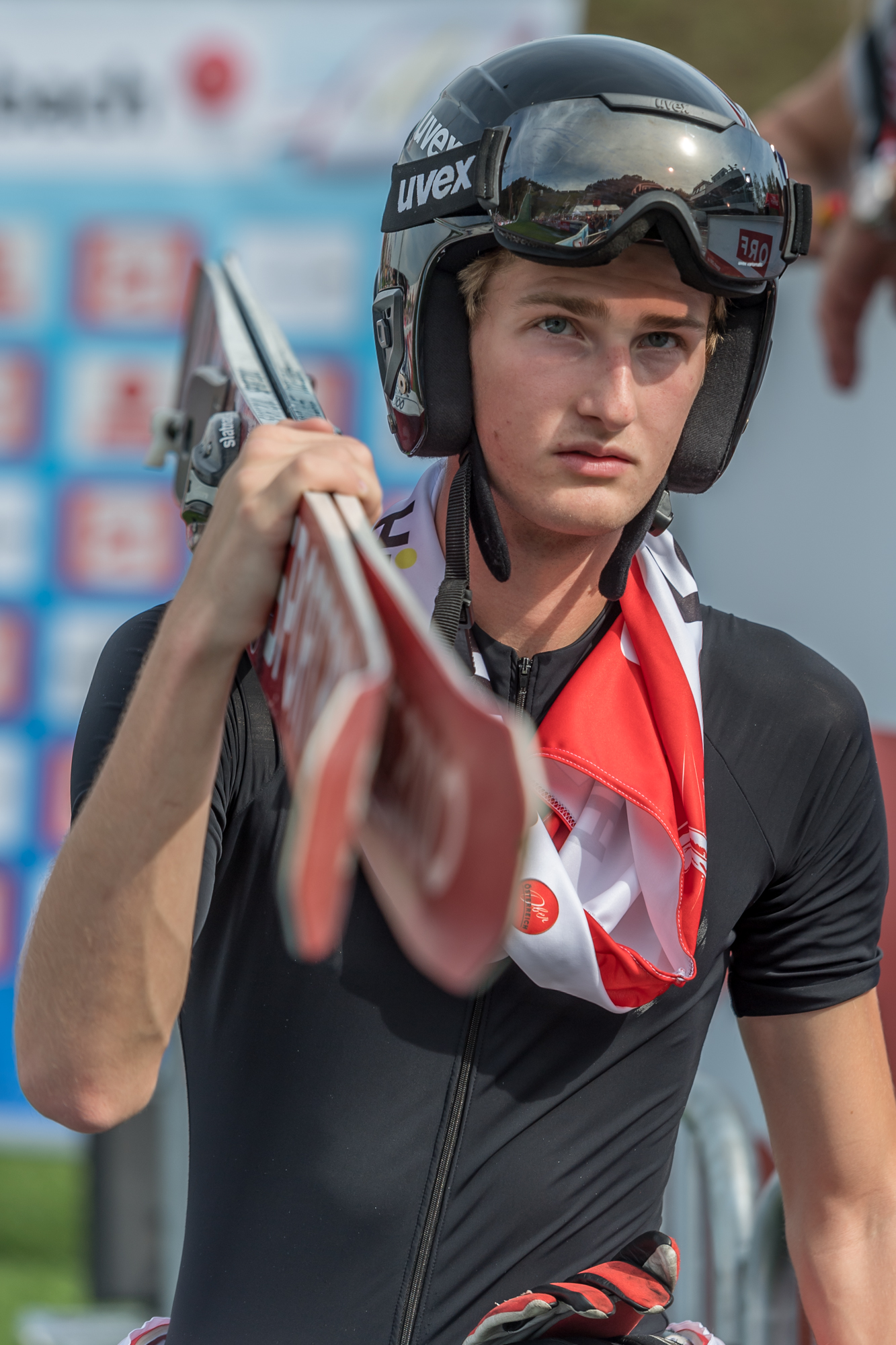
Kevin Bickner (* 1996)

- 1996: Kevin Bickner, US-amerikanischer Skispringer
- 1996: Sierra Kidd, deutscher Rapper
- 1997: Augusto Fernández, spanischer Motorradrennfahrer
- 1997: Fridolin Wagner, deutscher Fußballspieler
- 1998: Wladyslaw Wyschnewskyj, ukrainischer Snookerspieler
- 1999: Rui Andrade, angolanischer Autorennfahrer
- 1999: Elias Kaßner, deutscher Schauspieler

### 21. Jahrhundert
- 2001: Nick Julius Schuck, deutscher Schauspieler
- 2003: Finn Becker, deutscher Eishockeytorwart
- 2004: Niccolò Pisilli, italienischer Fußballspieler
- 2007: Fiete Bock, deutscher Fußballspieler

## Gestorben

### Vor dem 16. Jahrhundert

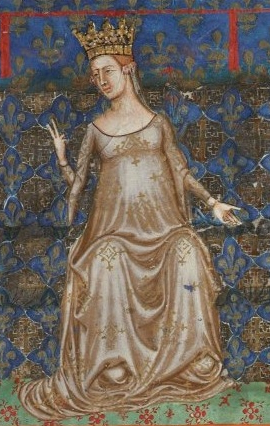
Beatrix von der Provence († 1267)

- 0704: Adomnan, irischer Hagiograph, Abt von Iona und Heiliger
- 0788: Ælfwald I., König von Northumbria
- 0867: Michael III., Kaiser von Byzanz
- 0965: Al-Mutanabbi, arabischer Dichter
- 0972: Michael, Bischof von Regensburg
- 1220: Ulrich von Sax, Abt von St. Gallen
- 1241: Snorri Sturluson, altisländischer Dichter, Historiker und Politiker
- 1253: Wenzel I., König von Böhmen
- 1267: Beatrix von der Provence, Gräfin der Provence und Königin von Sizilien
- 1319: Heinrich von Würben, Fürstbischof von Breslau
- 1346: Ulrich II. von Hanau, Herr von Hanau
- 1373: Diedrich Morneweg, Ratsherr der Hansestadt Lübeck
- 1390: Johann I., Herzog von Lothringen
- 1408: Heinrich von Horn, Anführer des Aufstands der Einwohner Lüttichs 1408
- 1419: Johann von Nassau-Wiesbaden-Idstein, Erzbischof von Mainz
- 1440: Lorenzo di Giovanni de’ Medici, florentinischer Bankier
- 1448: Adolf II., Herzog von Kleve
- 1450: Ludwig I., Graf von Württemberg
- 1461: Karl von Viana, navarresischer Adliger
- 1463: Giovanni di Cosimo de’ Medici, jüngerer Sohn von Cosimo de Medici
- 1468: Sejo, 7. König der Joseon-Dynastie in Korea
- 1479: Lucrezia d’Alagno, italienische Adelige, Mätresse von König Alfons V. von Aragón
- 1483: Johann Kolowrat, Administrator des Erzbistums Prag
- 1508: Beatrix von Aragón, Königin von Ungarn und Böhmen

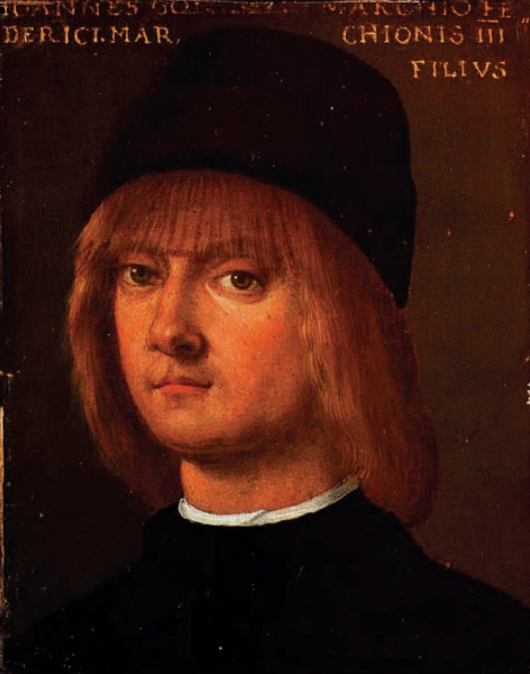
Giovanni Gonzaga († 1525)

- 1525: Giovanni Gonzaga, italienischer Condottiere
- 1527: Charles de Lannoy, kaiserlicher Feldherr und Vizekönig des Königreichs Neapel
- 1532: Rudolf von Baden, Prinz von Baden und Domherr
- 1535: Katharina von Sachsen-Lauenburg, Königin von Schweden
- 1543: Johanna von Hachberg-Sausenberg, Gräfin von Neuchâtel
- 1550: Innocenzo Cibo, italienischer Kardinal
- 1552: Barbara von Brandenburg-Ansbach-Kulmbach, Landgräfin von Leuchtenberg
- 1571: John Jewel, Bischof von Salisbury
- 1582: Louis III. de Bourbon, duc de Montpensier, Herzog von Montpensier, französischer Heerführer
- 1598: Jacques Mahu, niederländischer Entdeckungsreisender

### 17./18. Jahrhundert
- 1612: Johann Glandorp, Lübecker Ratsherr und Mäzen
- 1624: Willem Pietersz. Buytewech, niederländischer Maler

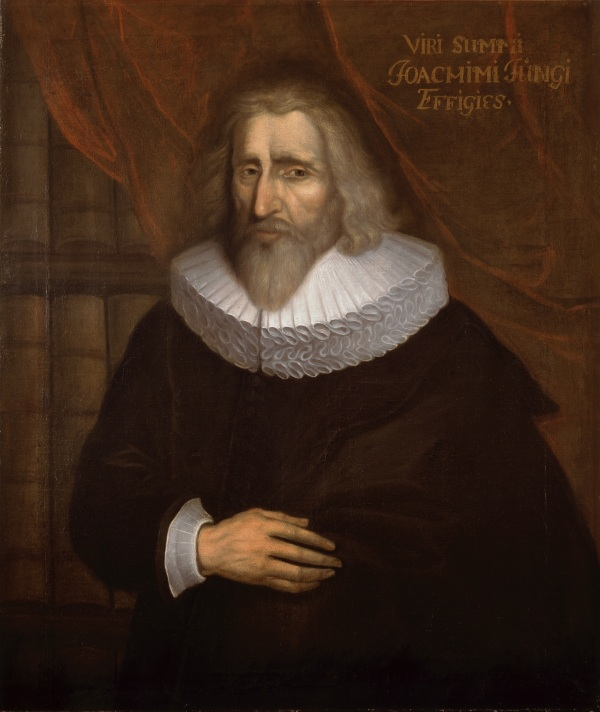
Joachim Jungius († 1657)

- 1657: Joachim Jungius, deutscher Mathematiker, Physiker und Philosoph
- 1666: François Mansart, französischer Architekt und Baumeister
- 1666: Hannibal Sehested, dänischer Staatsmann
- 1675: Valentin Conrart, französischer Schriftsteller
- 1689: Johann Caspar Pflaume, Leipziger Ratsherr und Stadtrichter
- 1692: Dorothea Hedwig von Schleswig-Holstein-Sonderburg-Norburg, Äbtissin des Stiftes Gandersheim
- 1695: Karl II. von Liechtenstein-Kastelkorn, deutscher römisch-katholischer Bischof von Olmütz und Breslau
- 1700: Nicolaus Adam Strungk, deutscher Komponist
- 1705: Johann Heinrich Schweizer, Schweizer evangelischer Geistlicher und Hochschullehrer
- 1725: John Clayton, britischer Geistlicher, Geograph und Naturforscher
- 1728: Christian Thomasius, deutscher Jurist und Philosoph, Gegner der Hexenprozesse und der Folter
- 1736: Tatjana Fjodorowna Prontschischtschewa, erste russische Arktis-Forschungsreisende

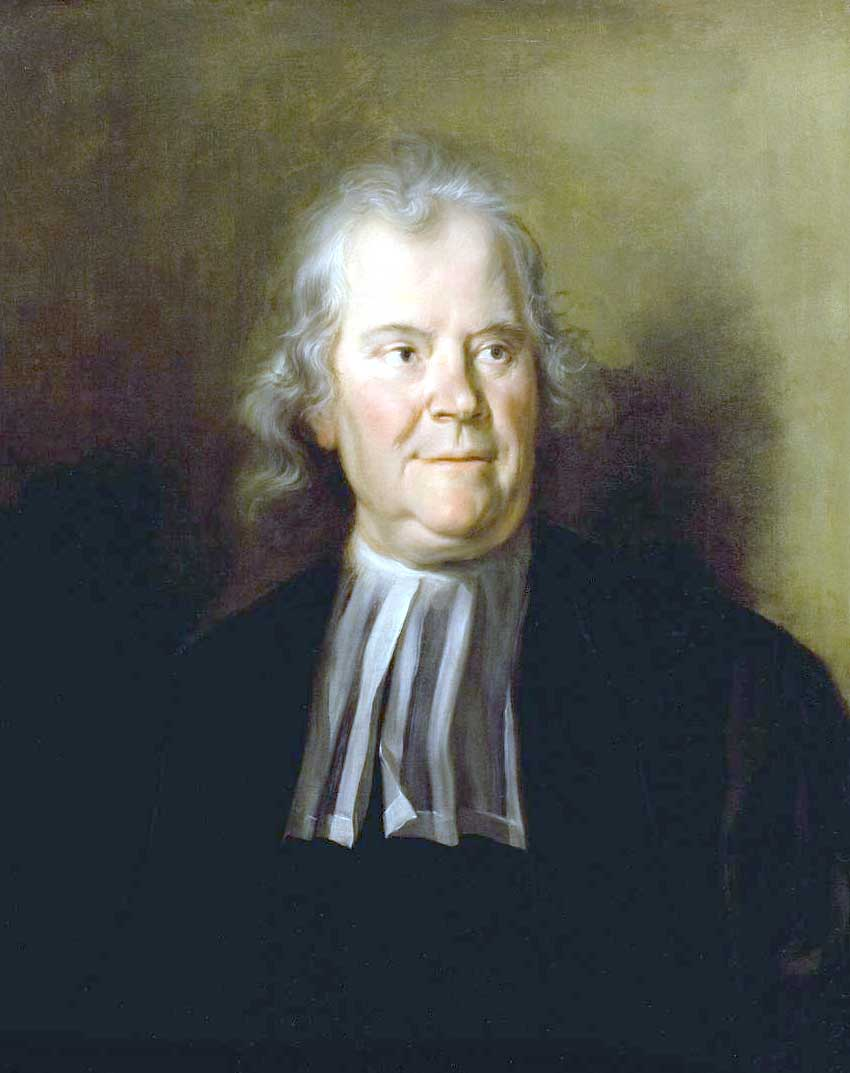
Herman Boerhaave († 1738)

- 1738: Herman Boerhaave, niederländischer Mediziner, Chemiker und Botaniker
- 1739: Johann Christoph Aurbach, deutscher Beamter und Kanzleidirektor des Stifts Quedlinburg
- 1743: Erik Benzelius der Jüngere, schwedischer lutherischer Theologe und Erzbischof von Uppsala
- 1757: Florentinus Reinking, westfälischer Priester und Abt des Klosters Marienfeld
- 1780: Ernst Friedrich III., Herzog von Sachsen-Hildburghausen
- 1789: Silas Deane, Abgeordneter des amerikanischen Kontinentalkongresses und Diplomat der USA
- 1790: Rambaldo degli Azzoni Avogaro, italienischer katholischer Geistlicher, Heimatforscher und Numismatiker
- 1791: Carl von Gontard, deutscher Architekt
- 1793: Christianus Carolus Henricus van der Aa, niederländischer lutherischer Theologe

### 19. Jahrhundert
- 1803: Joseph Ritson, englischer Antiquar und Rechtsgelehrter
- 1814: Johann Jakob von Pistor, russischer Generalleutnant
- 1820: Friedrich Ludwig Abel, deutscher Geiger, Pianist, Musikpädagoge und Komponist

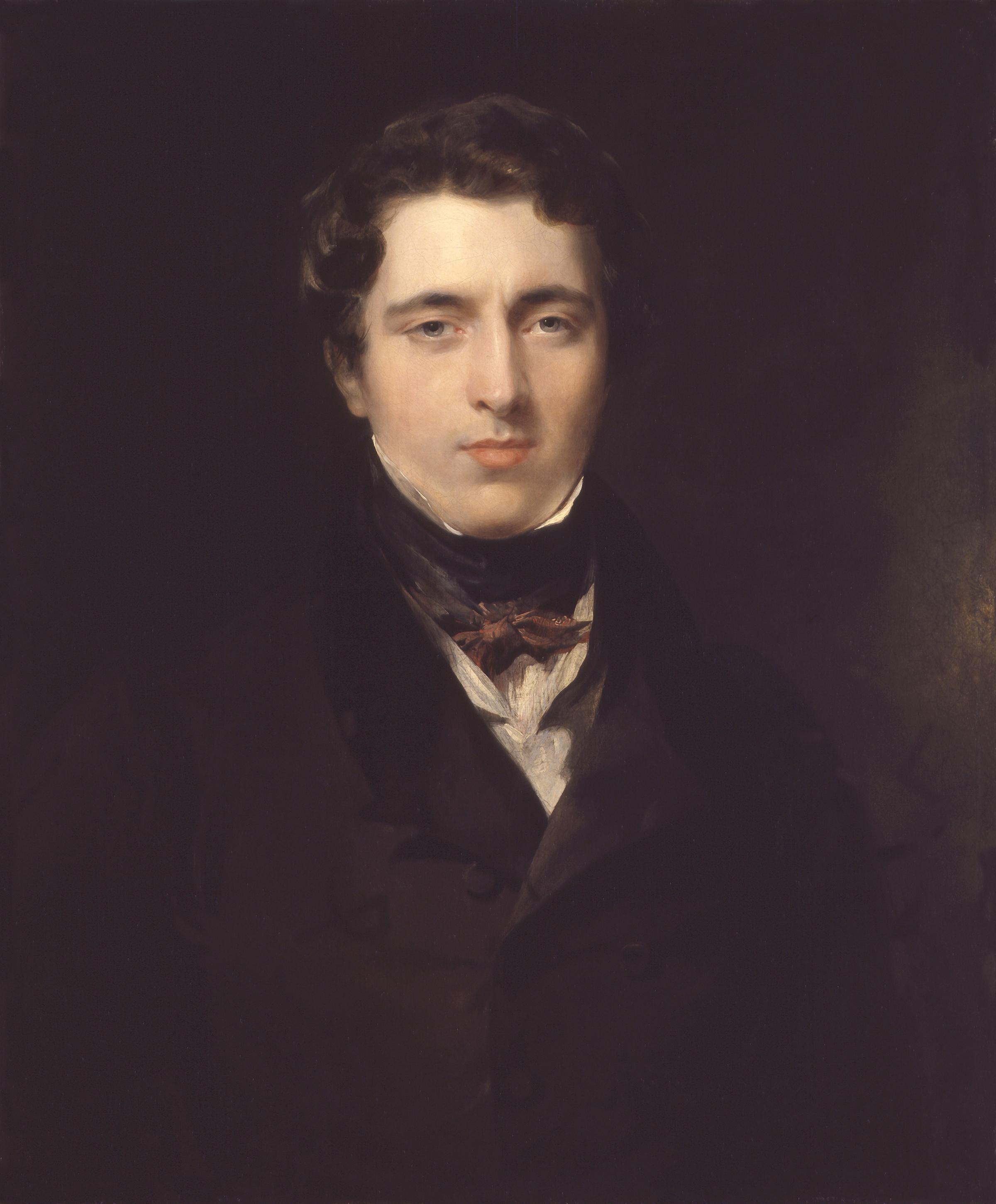
Richard Parkes Bonington († 1828)

- 1828: Richard Parkes Bonington, britischer Maler
- 1835: Georg Adlersparre, schwedischer General, Politiker und Schriftsteller
- 1835: Vincenzo Bellini, italienischer Komponist
- 1836: Maria Malibran, spanische Sängerin (Mezzosopran)
- 1838: Gerhardus Marthinus Maritz, burischer Unternehmer und Voortrekker-Anführer
- 1844: Alexander von Benckendorff, russischer General
- 1844: Pjotr Kirillowitsch Essen, russischer General und Staatsmann
- 1850: José Gervasio Artigas, uruguayischer Freiheitskämpfer und Nationalheld
- 1850: Sukaseum, König von Luang Phrabang
- 1852: John Vanderlyn, US-amerikanischer Maler
- 1861: Therese Brunsvik, ungarische Adlige, Vertraute von Ludwig van Beethoven und Gründerin der Kindergärten in Ungarn
- 1863: Johannes Voigt, Historiker und Vater des Humanismusforschers Georg Voigt
- 1870: Prosper Mérimée, französischer Schriftsteller und Archäologe

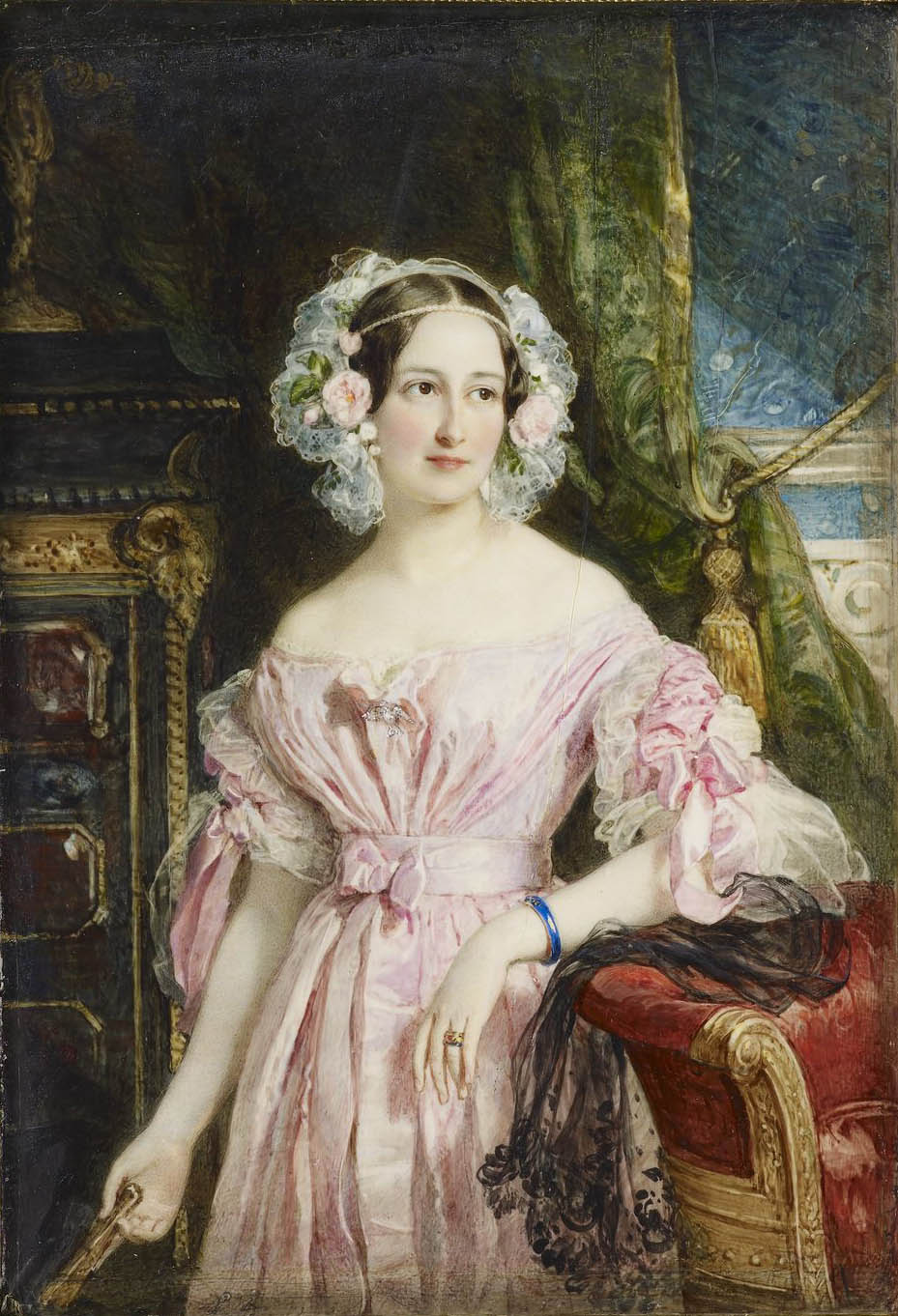
Feodora zu Leiningen († 1872)

- 1872: Feodora zu Leiningen, Fürstin zu Hohenlohe-Langenburg
- 1875: Ulrike von Pogwisch, deutsche Priorin
- 1877: Urbain Le Verrier, französischer Mathematiker und Astronom
- 1879: Gustav von Epstein, österreichischer Bankier und Unternehmer
- 1882: Friedrich Wöhler, deutscher Chemiker
- 1885: Carl Spitzweg, deutscher Maler
- 1888: François-Achille Bazaine, Marschall von Frankreich
- 1889: Wilkie Collins, britischer Autor, Verfasser der ersten Mystery-Thriller
- 1889: Placido Maria Schiaffino, italienischer Abt und Kardinal
- 1890: Lorenz von Stein, deutscher Ökonom und Staatsrechtler
- 1891ː Valentine de Sainte-Aldegonde, französische Adlige und durch Heirat Herzogin von Dino
- 1896: Ivar Aasen, norwegischer Dichter und Sprachforscher
- 1896: Gilbert Duprez, französischer Operntenor und Komponist

### 20. Jahrhundert

#### 1901–1950

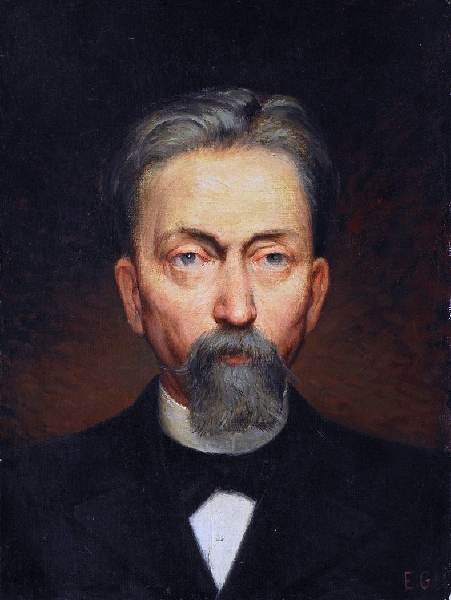
Émile Gallé († 1904)
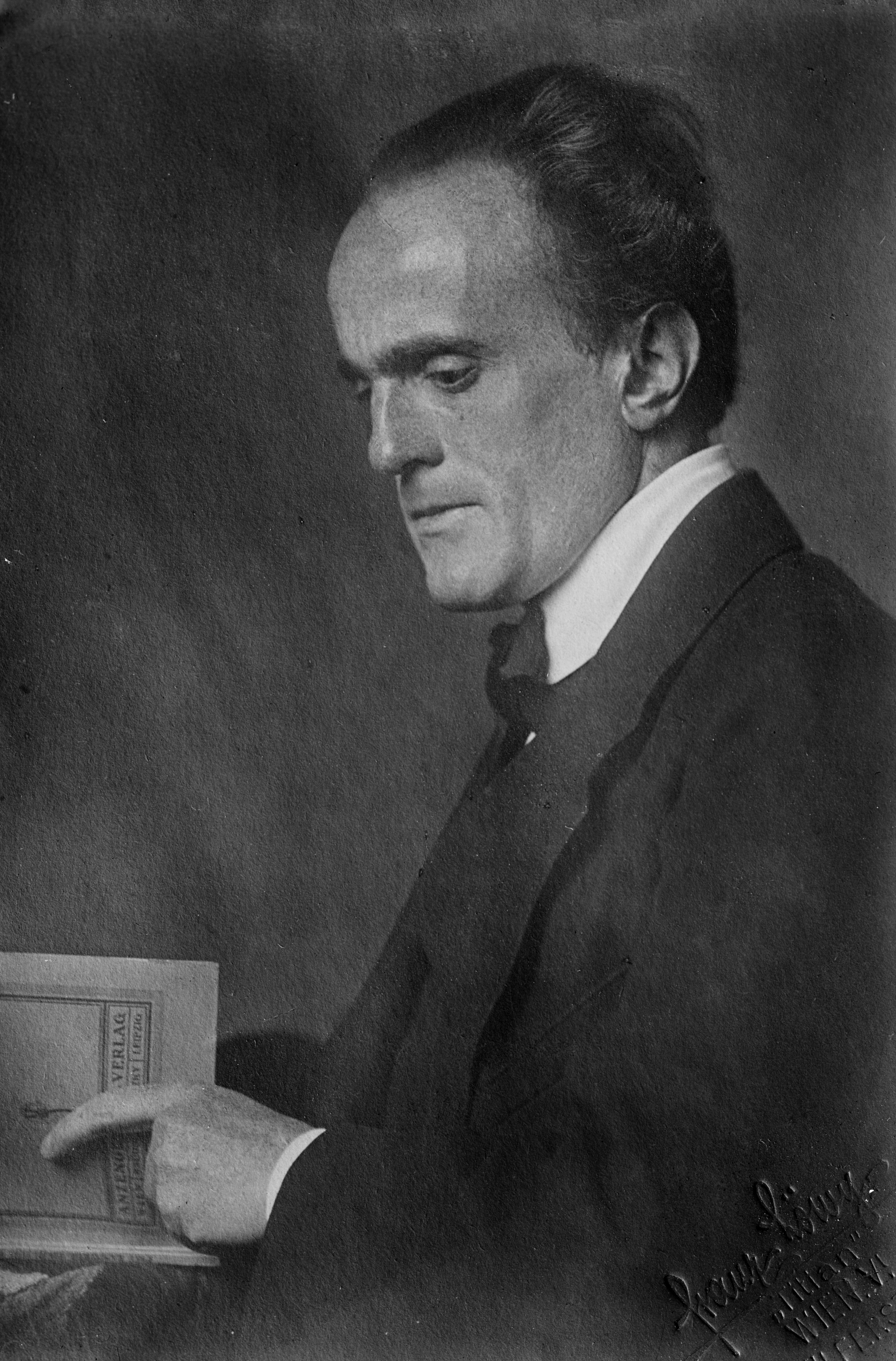
Paul Kammerer († 1926)
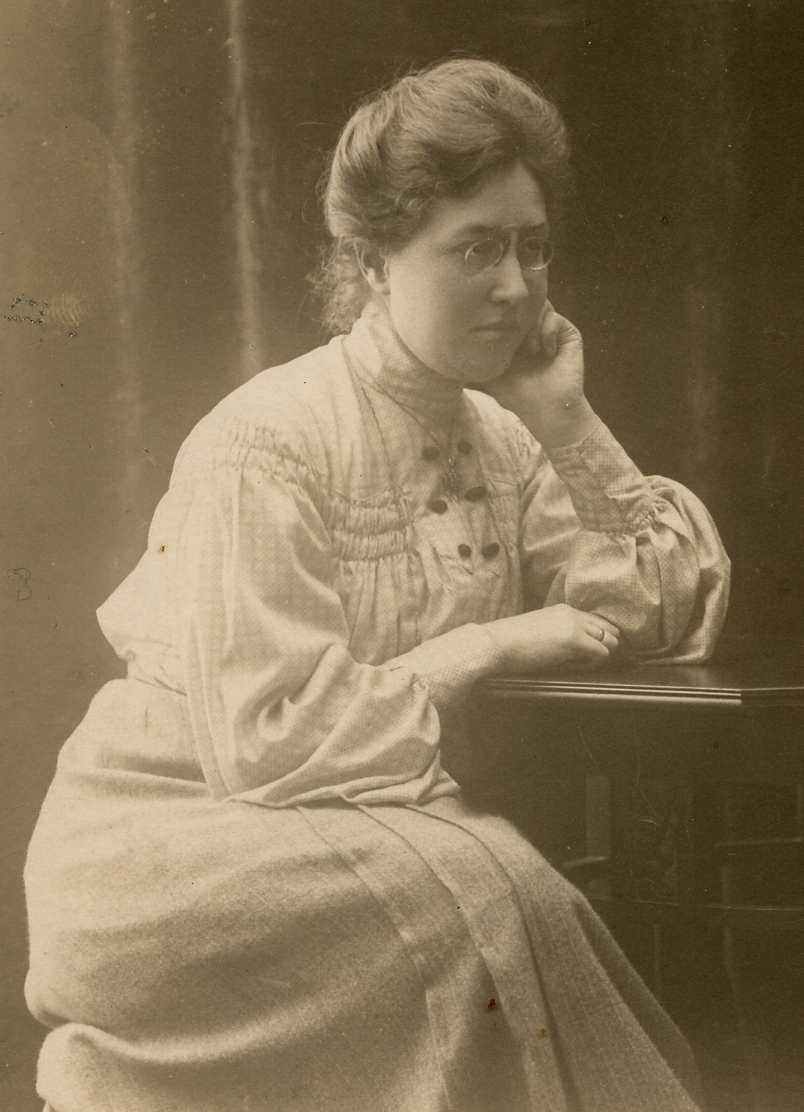
Margarete Hilferding († 1942)
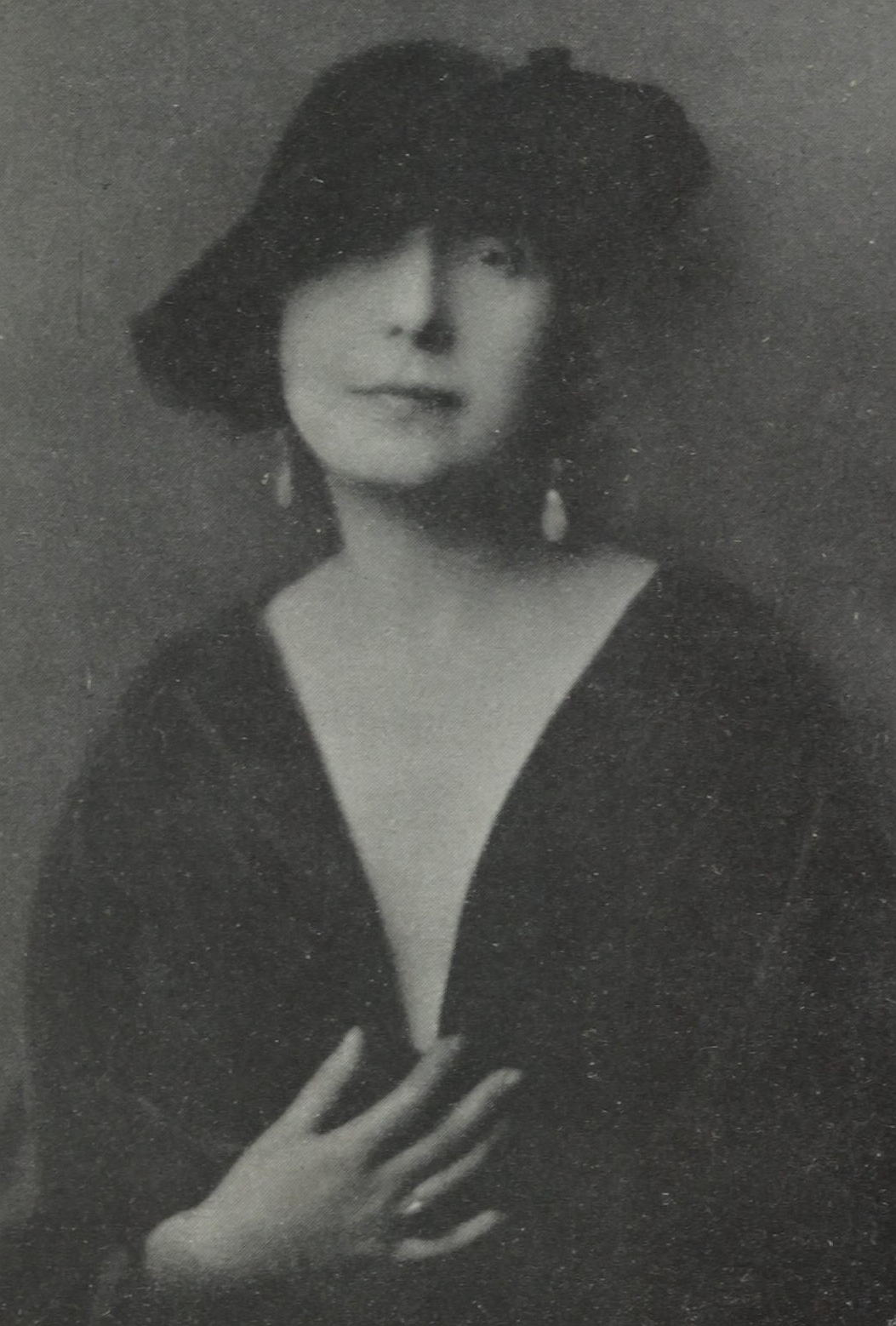
Rose Silberer († 1942)
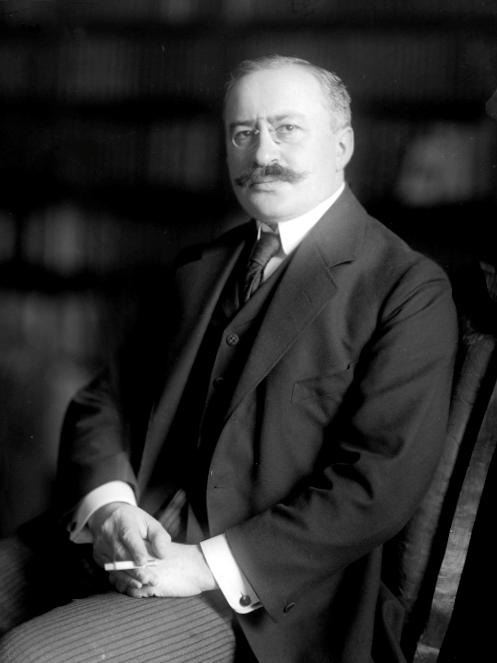
Theodor Wolff († 1943)

- 1901: Alfred Pernice, deutscher Professor für römisches Recht
- 1904: Émile Gallé, französischer Kunsthandwerker
- 1905: Karl Schilling, deutsch-baltischer Pastor und evangelischer Märtyrer
- 1909: Ernst aus’m Weerth, deutscher Historiker und Archäologe
- 1911: Samuel Oettli, Schweizer evangelischer Geistlicher und Hochschullehrer
- 1913: Julius Anton Adam, deutscher Genre- und Tiermaler sowie Lithograf
- 1916: Oliver Godfrey, britischer Motorradrennfahrer und Flieger im Ersten Weltkrieg
- 1917: Werner Voß, deutscher Jagdpilot
- 1919: Heinrich Bruns, deutscher Mathematiker und Astronom
- 1920: Heinrich Adelmann von Adelmannsfelden, deutscher Politiker
- 1924: Julius Keck, deutscher Politiker
- 1926: Paul Kammerer, österreichischer Zoologe
- 1926: Stanislas Touchet , französischer Bischof
- 1928: Matthew Arthur, 1. Baron Glenarthur, schottischer Geschäftsmann und Peer
- 1929: Louis-Ernest Dubois, französischer Geistlicher, Erzbischof von Rouen und Paris
- 1929: Richard Zsigmondy, österreichischer Chemiker, Nobelpreisträger
- 1933: Theodor Fuchs, deutscher Verwaltungsjurist und Politiker, Oberbürgermeister von Jena
- 1938: Aurelio Giorni, italienisch-amerikanischer Pianist und Komponist
- 1939: Sigmund Freud, österreichischer Neurologe, Begründer der Psychoanalyse
- 1939: Louis Levin, deutscher Jurist jüdischer Herkunft, Präsident des Oberlandesgerichts Braunschweig
- 1942ː Margarete Hilferding, österreichische Ärztin und Individualpsychologin, Holocaustopfer
- 1942ː Rosa Silberer, österreichische Schriftstellerin, Journalistin und Bildhauerin, Holocaustopfer
- 1942: Wilhelm Wandschneider, deutscher Bildhauer
- 1943: Lucien Sicotte, kanadischer Violinist und Musikpädagoge
- 1943: Theodor Wolff, deutscher Schriftsteller, Publizist und Kritiker, Opfer der Shoah
- 1944: Eduard Hamm, deutscher Politiker
- 1944: Matylda Pálfyová, slowakische Turnerin
- 1947: Nikola Petkow, bulgarischer Politiker
- 1948: Gustav Ricker, deutscher Arzt und Pathologe
- 1949: Pierre de Bréville, französischer Komponist

#### 1951–2000
- 1951: Siegfried Bettmann, britischer Fahrrad-, Motorrad- und Autohersteller
- 1952: Karel Hoffmeister, tschechischer Pianist und Musikwissenschaftler
- 1955: Ludwig Adamovich senior, deutscher Jurist, Präsident des österreichischen Verfassungsgerichtshofes
- 1955: Konstantin Hierl, deutscher Offizier, Politiker und Parteifunktionär, Reichsarbeitsführer
- 1956: Lo Simons, niederländischer Motorradrennfahrer
- 1958: Walter F. Otto, deutscher Altphilologe und Religionswissenschaftler
- 1961: John Eldredge, US-amerikanischer Schauspieler
- 1961: Hans Schaefer deutscher Althistoriker
- 1962: Ernst von Leyser, deutscher General, Kriegsverbrecher
- 1963: Willie Eckstein, kanadischer Pianist und Komponist

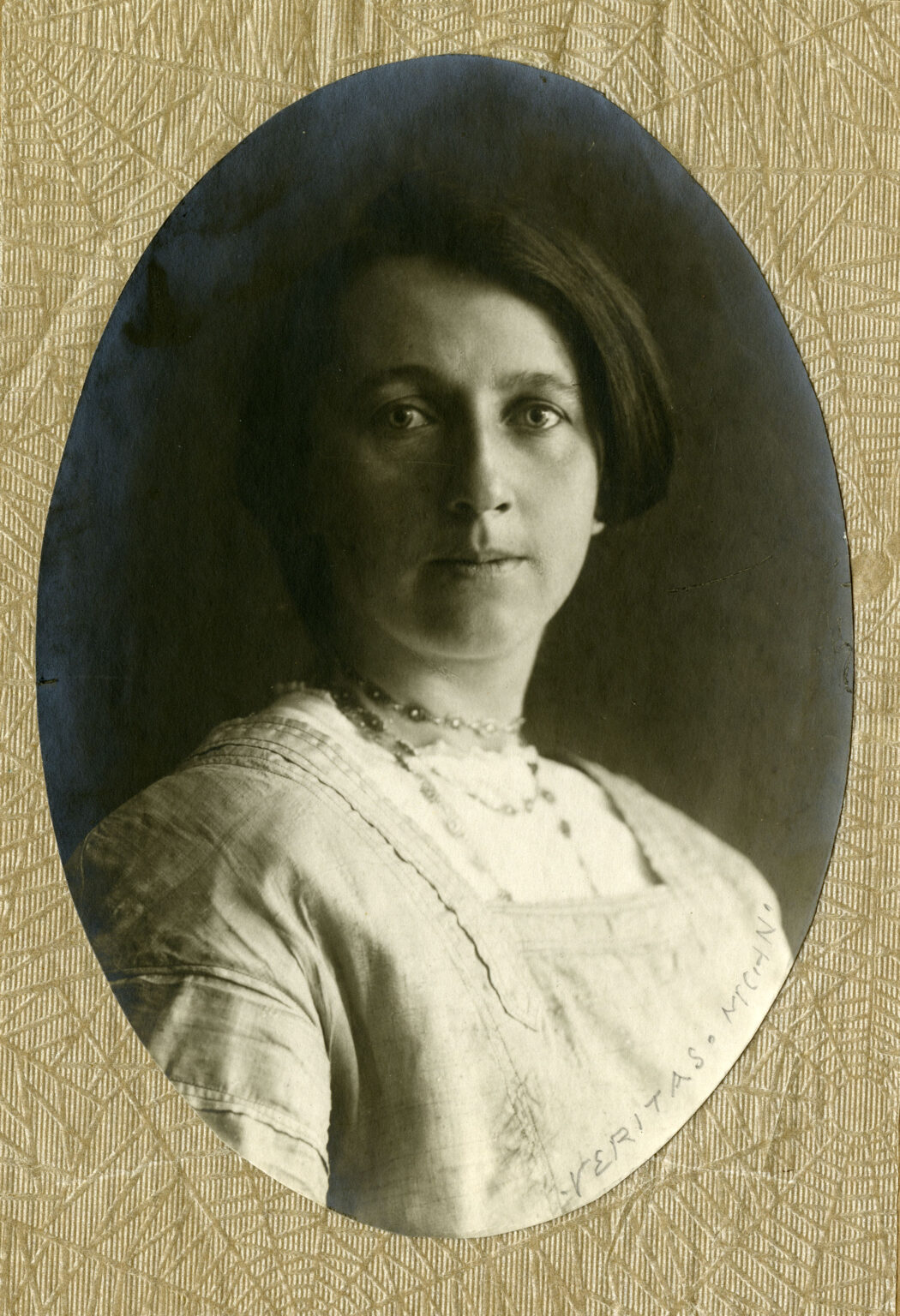
Margarethe Faas-Hardegger († 1963)

- 1963: Margarethe Faas-Hardegger, Schweizer Frauenrechtlerin und Gewerkschafterin
- 1963: Silvia Koller, österreichische Malerin
- 1964: Fred M. Wilcox, US-amerikanischer Filmregisseur
- 1965: Joseph Ferche, Weihbischof in Breslau und Köln
- 1965: Jean Goulet, kanadischer Geiger, Klarinettist, Dirigent und Musikpädagoge
- 1966: Carlo Colombi, Schweizer Ingenieur und Hochschullehrer
- 1968: Rosa Bartl, deutsche Zauberkünstlerin
- 1968: Pio von Pietrelcina, italienischer Ordenspriester, Kapuziner, Heiliger
- 1969: Hans Deppe, deutscher Regisseur
- 1970: Charlotte Armbruster, deutsche Politikerin
- 1970: Bourvil, französischer Schauspieler
- 1972: Theodor Auer, deutscher Diplomat
- 1972: Emilio Azcárraga Vidaurreta, mexikanischer Medienunternehmer
- 1972: Gerard Boedijn, niederländischer Komponist
- 1973: Eduard Berend, deutscher Germanist
- 1973: Alexander Sutherland Neill, britischer Reformpädagoge

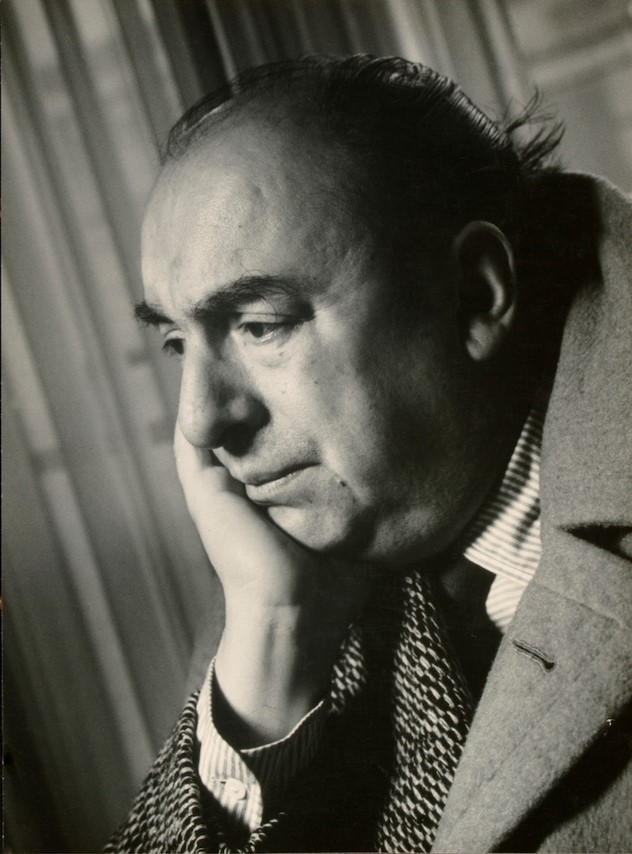
Pablo Neruda († 1973)

- 1973: Pablo Neruda, chilenischer Dichter und Schriftsteller, Nobelpreisträger
- 1974: Hanada Kiyoteru, japanischer Literaturkritiker
- 1974: Willem van der Woude, niederländischer Mathematiker
- 1975: René Thomas, französischer Rennfahrer und Flugpionier
- 1978: Ernst Kolb, österreichischer Politiker und Jurist
- 1980: Jiří Hrzán, tschechischer Schauspieler
- 1981: Dan George, kanadischer Schauspieler und Häuptling des Salish-Indianerstammes
- 1982: Richard Müller-Lampertz, deutscher Dirigent, Pianist und Komponist
- 1982: Jimmy Wakely, US-amerikanischer Sänger
- 1983: Fritz von Borries, deutscher Komponist, Kapellmeister und Musikpädagoge
- 1984: Harald Meschendörfer, rumänisch-deutscher Maler und Grafiker
- 1985: Beppe Assenza, italienischer Maler
- 1987: Bob Fosse, US-amerikanischer Choreograf und Regisseur
- 1987: Louis Kentner, ungarisch-britischer Pianist und Komponist
- 1987: Maria Müller-Gögler, deutsche Schriftstellerin
- 1988: Friedrich Jost, deutscher Physikochemiker
- 1989: Bradley Kincaid, US-amerikanischer Folk- und Old-Time-Musiker
- 1994: Jochen Allihn, deutscher Dirigent und Komponist
- 1994: Robert Bloch, US-amerikanischer Autor
- 1994: Alfred Lemmnitz, deutscher Schriftsetzer und Minister in der DDR
- 1994: Severino Minelli, Schweizer Fußballspieler
- 1996: František Rauch, tschechischer Pianist und Musikpädagoge
- 1997: Albert Debille, französischer Autorennfahrer
- 2000: Carl Rowan, US-amerikanischer Journalist und Autor

### 21. Jahrhundert
- 2001: Henryk Tomaszewski, polnischer Schauspieler und Pantomime
- 2002: Erich Oberdorfer, deutscher Pflanzenbiologe
- 2002: Eberhard Werner, deutscher Künstler und Landschaftsmaler
- 2004: André Hazes, niederländischer Sänger
- 2004: Johann Scherz, österreichischer Karambolagespieler, Weltmeister
- 2004: Dido Sotiriou, griechische Schriftstellerin
- 2005: Peter Tettinger, deutscher Rechtswissenschaftler, Richter am Verfassungsgerichtshof Nordrhein-Westfalen
- 2005: Peter Thom, deutscher Schauspieler
- 2006: Malcolm Arnold, britischer Komponist
- 2006: Etta Baker, US-amerikanische Blues-Sängerin und Gitarristin
- 2008: Wally Hilgenberg, US-amerikanischer American-Football-Spieler
- 2009: Alois Harrer, deutscher Skilangläufer
- 2009: Klaus Riebschläger, deutscher Politiker
- 2012: Corrie Sanders, südafrikanischer Boxer
- 2012: Karl Michael Komma, tschechisch-deutscher Komponist und Musikpublizist
- 2013: Óscar Espinosa Chepe, kubanischer Ökonom, Diplomat und Dissident
- 2013: Annette Kerr, britische Schauspielerin
- 2013: Heimo Kuchling, österreichischer Kunsttheoretiker

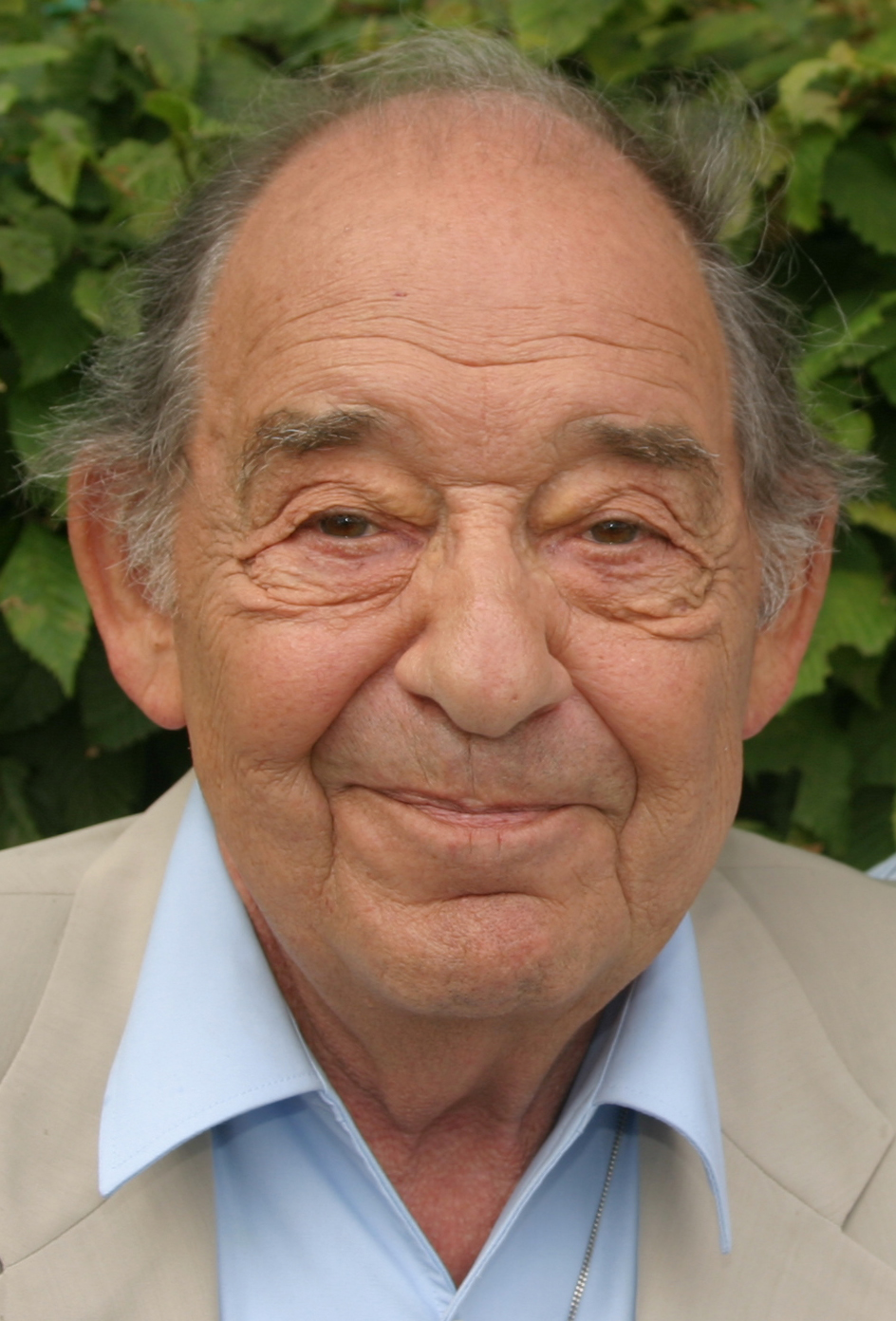
Paul Kuhn († 2013)

- 2013: Paul Kuhn, deutscher Pianist, Bandleader und Sänger
- 2014: Gilles Latulippe, kanadischer Theaterleiter, Schauspieler, Regisseur und Schauspielautor
- 2015: Andrea Ludolph, deutsche Psychiaterin
- 2015: Dieter Wiesmann, Schweizer Liedermacher
- 2015: Kārlis Zariņš, sowjetischer bzw. lettischer Opernsänger
- 2016: Alain Bertaut, französischer Autorennfahrer und Motorsportfunktionär
- 2016: Max Mannheimer, deutscher Holocaustüberlebender
- 2017: Charles Bradley, US-amerikanischer Soul-Sänger
- 2017: Walter Lehmann, Schweizer Turner
- 2018: Charles Kuen Kao, US-amerikanisch-britischer Physiker und Nobelpreisträger
- 2018: Afërdita Tusha, albanische Sportschützin
- 2019: Elaine Feinstein, britische Schriftstellerin
- 2019: Peter-Hugo Scholz, deutscher Journalist, Autor und Bergsteiger

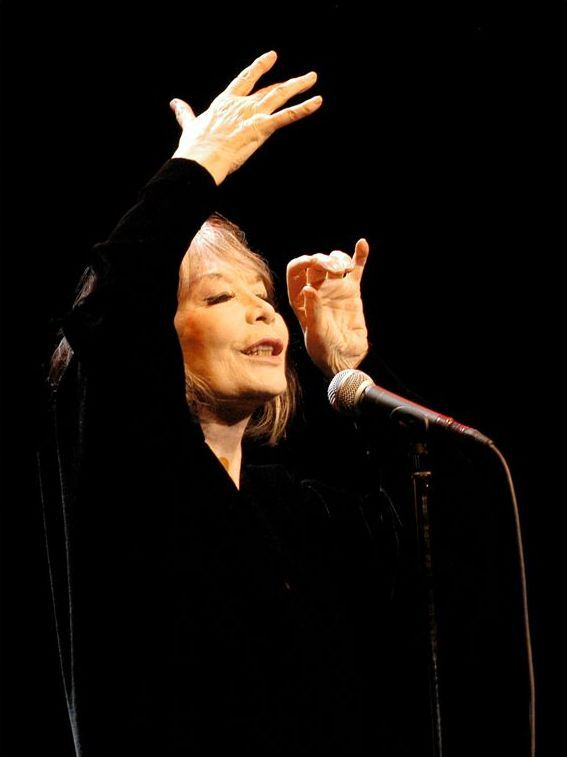
Juliette Gréco († 2020)

- 2020: Juliette Gréco, französische Chansonsängerin und Schauspielerin
- 2020: Gale Sayers, US-amerikanischer American-Football-Spieler
- 2021: Hans Nordin, schwedischer Skispringer und Skisprungfunktionär
- 2021: Nino Vaccarella, italienischer Automobil-Rennfahrer
- 2022: Prince Amartey, ghanaischer Boxer
- 2022: Louise Fletcher, US-amerikanische Schauspielerin
- 2022: Jaroslav Zeman, tschechischer Musiker, Dirigent, Komponist und Arrangeur
- 2023: Skadi Walter, deutsche Eisschnellläuferin

## Feier- und Gedenktage
- Kirchliche Gedenktage
  - Maria de Bohorques, spanische Märtyrerin (evangelisch)
  - Hl. Zacharias (katholisch)
  - Hl. Linus, römischer Bischof und Papst (katholisch)
  - Hl. Lutwinus, fränkischer Adeliger, Klostergründer und Bischof (katholisch)
  - Hl. Pio von Pietrelcina, italienischer Kapuziner, Stigmatisierter (katholisch)

- Namenstage
  - Elisabet, Gerhild, Linus, Thekla, Zacharias

- Staatliche Feier- und Gedenktage
  - Saudi-Arabien: Tag der Vereinigung von Hedschas und Nedschd zum Königreich Saudi-Arabien (1932)

Weitere Einträge enthält die Liste von Gedenk- und Aktionstagen.